# Zákupy
Zákupy (německy Reichstadt, latinsky Reichstadium) jsou město v okrese Česká Lípa v Libereckém kraji. Vzniklo ve 14. století u tvrze, později stejnojmenného zámku u říčky Svitavky, která se jižně od města vlévá do Ploučnice. Včetně částí Božíkov, Brenná, Kamenice, Lasvice, Šidlov a Veselí ve městě žije přibližně 3 000 obyvatel.
Rozvoj zámku (nyní je národní kulturní památkou) i městečka byl ovlivněn šlechtickými rody Vartenberků, Berků z Dubé, Novohradských z Kolovrat, později pak císařskou rodinou Habsburků. Jejich zásluhou došlo k vybudování řady historicky cenných objektů, z nichž se zachovaly zámecký areál, morový sloup na náměstí a několik sakrálních staveb.
Původně zemědělský charakter osídlení byl zčásti změněn v 19. století rodinou Leitenbergerů, kteří zde vybudovali velkou textilní manufakturu a založili první hasičský sbor v Rakousku. Po zániku manufaktury v Nových Zákupech zde sídlil cukrovar a pak střední lesnická škola. V roce 1883 bylo vybudováno železniční spojení s Českou Lípou a Mimoní. Silnice protínající město jsou II. a III. třídy. V Nových Zákupech se nachází továrna IAC.
Život ve 20. století ovlivnily změny politických režimů (nacismus, socialismus), vysídlení původního obyvatelstva, ve městečku se střídaly vojenské posádky (česká, německá, sovětská), řada stavebních památek byla jimi zničena. V roce 1947 byl ve zdejší posádce založen první československý výsadkový prapor, nyní zde žádné vojsko nesídlí. Díky vojsku bylo ve městě postaveno mnoho domů. V letech 1960 až 1980 bylo připojeno k Zákupům několik okolních vesnic.
Hlavní kulturní akcí města jsou Zákupské slavnosti, na nichž má velký podíl nejstarší ochotnický soubor v okrese DS Havlíček. Turisté jezdí do Zákup především kvůli zámku a Eduard Held muzeu. O sportovní vyžití obyvatelstva se stará zejména základní škola se svým sportovním areálem Emila Zátopka, s tradičním programem Zákupských sportovních her, dále TJ Zákupy s řadou oddílů různých sportovních odvětví.
Historické jádro města kolem náměstí i se zámkem Zákupy je od roku 2003 městskou památkovou zónou.

## Název

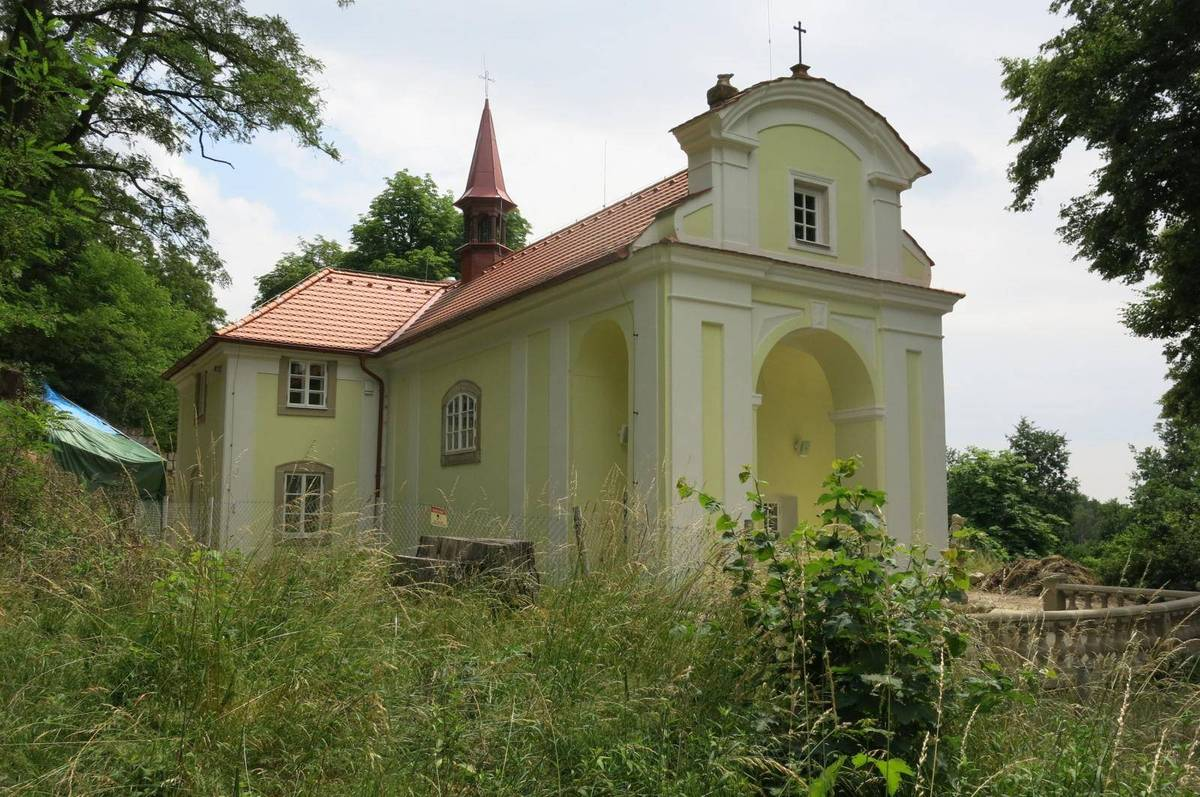
Kaple svatého Josefa na patě Kamenického kopce je také zmiňována v pověstech

První název dnešního města byl uváděn roku 1315 Reichstadt. České jméno Zákupy se poprvé objevilo roku 1352 v seznamu far odvádějících papežský desátek. Jméno Zákupy souvisí se zákupným, tedy dědičným právem. V roce 1378 se objevuje vedle českého pojmenování Zákup německé jméno Richinstadt, pak Reichenstadt a nakonec do roku 1945 opět Reichstadt. Od roku 1945 se město jmenuje Zákupy.

## Historie

### Do třicetileté války

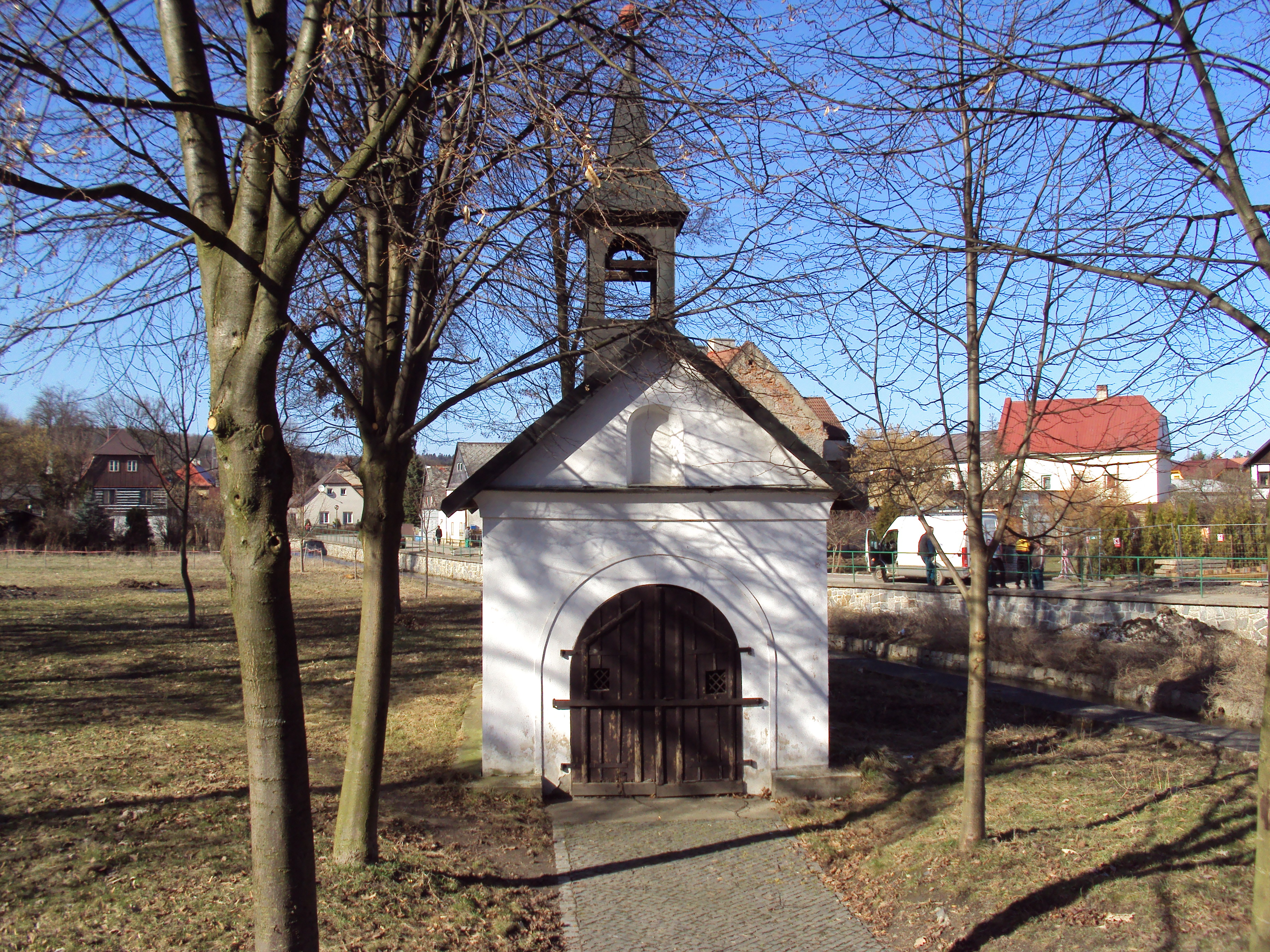
Kaple svaté Anny u Svitavky na místě morového hřbitova

Poprvé jsou písemně Zákupy zmiňovány roku 1315 v souvislosti s rytířem Fridmanem ze Zákup (častěji se v letech 1309 až 1327 uváděl ze Smojna), příslušníkem českého vladyckého rodu Pancířů ze Smojna, který byl uveden jako svědek u prodeje majetku Jindřicha z Lipé.
Je pravděpodobné, že na místě zámku, stála tvrz a nedaleko ní vznikly dvě vesničky, Česká Ves a v místech dnešního náměstí Reichstadt s německými osadníky.
Obě vsi časem splynuly. Od roku 1359 byly Zákupy považovány za městečko. Po úmrtí Fridmana ze Smojna se území ujal roku 1320 jeho syn stejného jména.

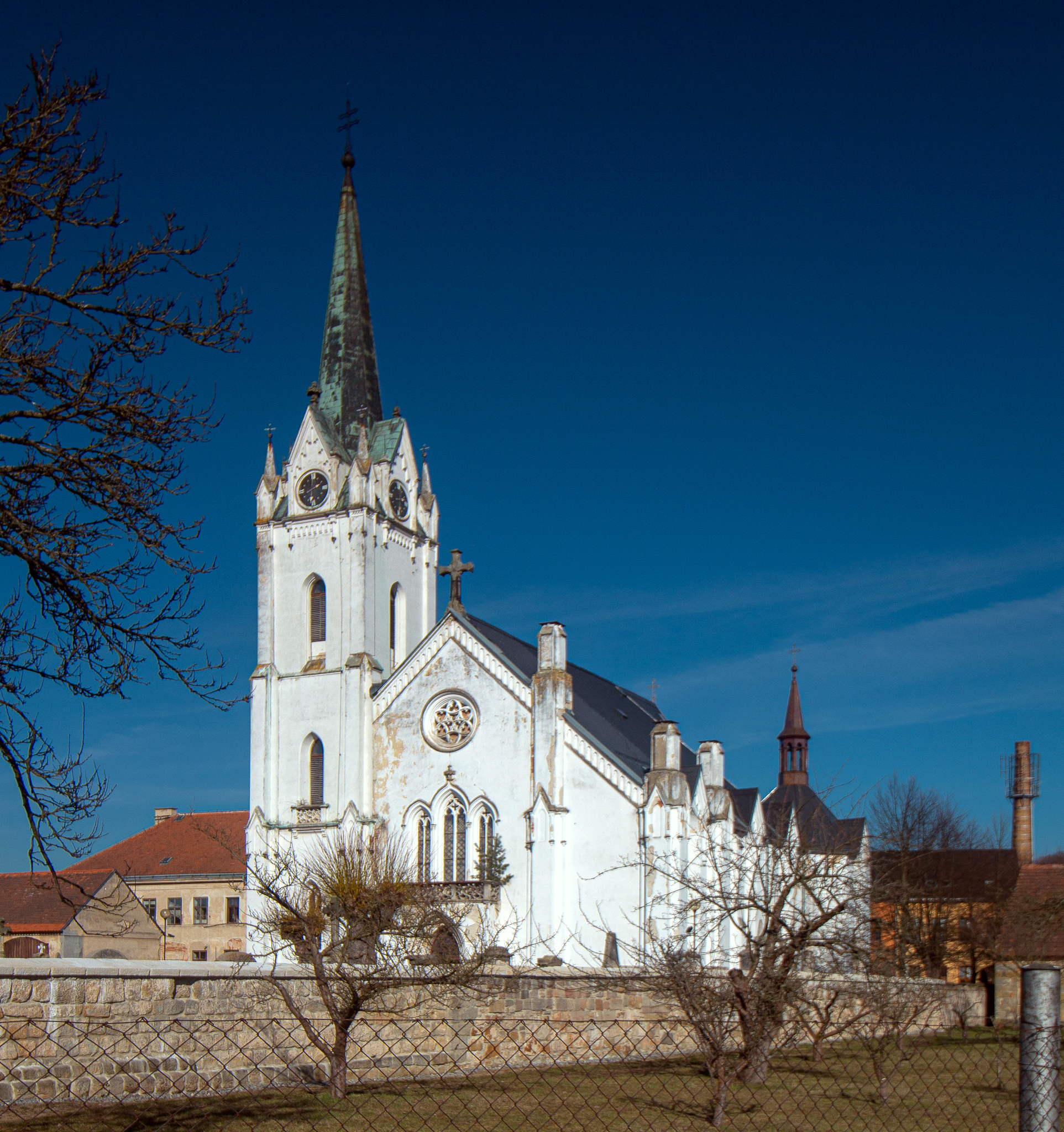
Kostel svatého Fabiána a Šebestiána ze 16. století

Zhruba v období let 1363–1460 Zákupy patřily pánům z Vartenberka, kteří nechali postavit koncem 14. století v Zákupech opevněnou tvrz či hrad. Když zemřel koncem roku 1383 majitel Zákup Vaněk Bílý z Vartenberka, nárokoval listinou z 20. prosince 1383 pro sirotka Beneše Veselského pevnost Zákupy. Pozdější průzkumy objevily na místě nynějšího zámku zbytky středověkého opevnění a pozůstatek gotického okna. Je tedy pravděpodobné, že v té době byla pevnost gotickým hradem, jehož zbytky zanikly v 16. století při stavbě renesančního zámku.
Pancířové ze Smojna zůstali jako vartenberští manové. Beneš z Vartenberka nechal postavit před rokem 1458 u hradu původní kostel.
Někdy v letech 1460–1463 získali zdejší panství Berkové z Dubé. Byl to Jindřich Berka Dubský a jeho synové Jaroslav, Jiří, Petr a Jan. Po smrti otce měli majetek v nedílu. V roce 1502 si dědicové majetek rozdělili, Zákupy získal Václav Berka, o dva roky později Petr Berka z Dubé. Hlavním držitelem zákupského panství se stal roku 1518 odkoupením podílu od strýce Petra Berky Zdislav Berka a ten zde zůstal až do své smrti v roce 1553.
Zdislav Berka v letech 1541–1552 postavil na místě původního hradu (či tvrze) v renesančním slohu zámek, dosáhl povýšení Zákup na město a získání městského znaku a zahájil úplnou přestavbu kostela. V roce 1553 značná část obyvatelstva včetně Zdislava Berky zemřela na mor a panství užívala tři roky jeho vdova Anna z Vartenberka. Po vyplacení se jej ujal příbuzný z rodu Berků, syn otcova bratrance Zbyněk Berka. Ten v Praze zastával úřad velkopřevora a často pobýval u královského dvora. Přesto v Zákupech dokončil stavbu kostela a nechal zde zbudovat kryptu rodu Berků z Dubé, kde byl také pohřben. Po jeho smrti roku 1578 se zámeckým pánem stal mladší syn Václav Berka, který se ovšem zadlužil i díky podpoře králi a Zákupy musel prodat. Zemřel roku 1608. Císař Rudolf II. v březnu 1586 potvrdil městský statut města a udělil mu pečeť. Po významném českém rodu Berků panství převzal 27. června 1612 spřízněný rod pánů Novohradských z Kolovrat a po roce 1632 vévoda Julius Jindřich Sasko-Lauenburský.

### Do roku 1835
Několikrát krutě postihla Zákupy, zejména zámek, tažení vojsk za třicetileté války a později znovu mor. Šlechta v Zákupech začala stavět: roku 1680 byla hotova kaple svaté Anny na morovém hřbitově, 1681 zahájena stavba kapucínského kláštera, 1683 přestavba zámku v barokním slohu, 1698 kaple svatého Josefa u Kamenického vrchu, 1708 sousoší Nejsvětější Trojice. Později postihly Zákupy války o rakouské dědictví, konkrétně nájezdy a plundrováními pruskými vojsky roku 1744 a 1757. Byli zde ubytováni rakouští vojáci a několikrát se měnili majitelé panství. Obdobně tomu tak bylo i za napoleonských válek o 50 let později.

### Habsburkové

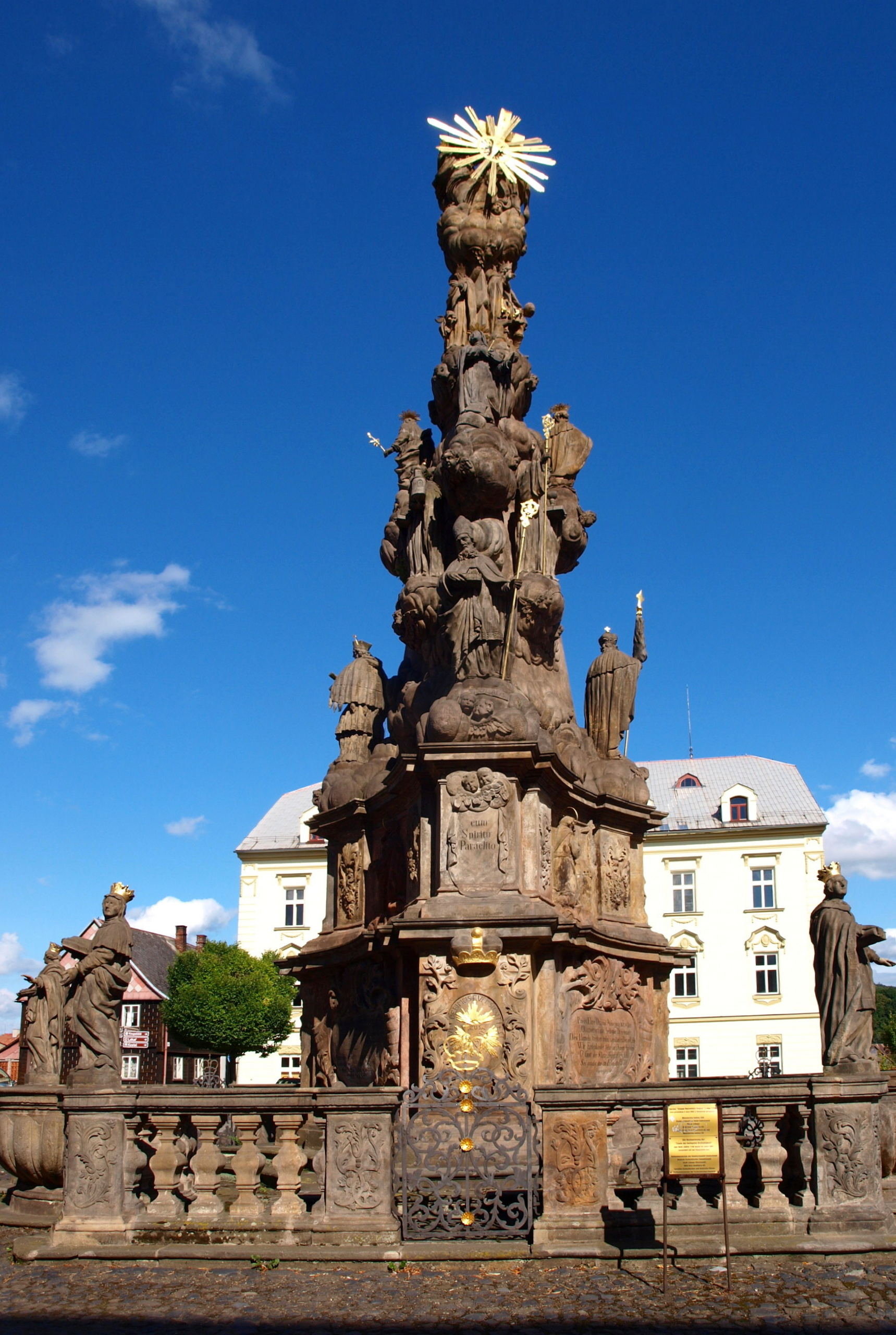
Morový sloup na náměstí

Roku 1805 panství převzal arcivévoda Ferdinand Habsburský, o deset let později jej převzal císař. Habsburkům zámek zůstal až do roku 1918. V letech 1818–1832 bylo císařským diplomem vytvořeno Zákupské vévodství pro Napoleona II., přezdívaného Orlík, syna francouzského císaře Napoleona. Ten se však do Zákup za svého krátkého života nikdy nepodíval. V roce 1848 byl zapsán jako majitel zákupského panství Leopold II. Toskánský, zastupující Habsburky. V roce 1849 získal zámek Ferdinand V. V revolučním roce 1848 se vzdal trůnu a protože byla zrušena patrimoniální správa, zámek přestal být střediskem panství. Zákupští se marně a opakovaně snažili o získání úřadu nově vznikajících soudních a berních okresů. V tehdy nově vzniklém Českolipském kraji se stala sídlem okresního úřadu Česká Lípa a sídlo okresního soudního okresu bylo přiřčeno do Mimoně.
V letech 1850–1874 byl zámek letním sídlem excísaře Ferdinanda V. po jeho vynucené abdikaci 2. prosince 1848. Žil na Pražském hradě a přes léto každoročně jezdíval na své zámky v Zákupech a Ploskovicích. Roku 1874 byl v Zákupech naposledy již starý a nemocný a roku 1875 v Praze zemřel sešlostí věkem. Zámek pak zdědil jeho nástupce a synovec, císař František Josef I., který sem jezdil jen zřídka.
Ferdinand V. se významně o zámek i městečko zasloužil. Hlavně tím, že mnoha lidem zadával práci pro zámek a jeho zahrady, přispíval chudým dětem na ošacení, podporoval stavbu silnic, nechal postavit klášter boromejek s opatrovnou malých dětí, budovu děkanství, přispěl na novou radnici. V době zastavení provozu továrny Leitenberga v Nových Zákupech s 650 pracovníky byla jeho pomoc velmi cenná.
V roce 1876 se v Zákupech konala jedna z řady schůzek evropských panovníků kvůli případnému dělení Evropy. Účastnil se jí rakouský císař František Josef I. a ruský car Alexandr II. Nikolajevič, oba doprovázeni velvyslanci obou zemí i početným doprovodem. 8. července 1876 pak ministři zahraničí obou zemí podepsali tzv. Dohodu ze Zákup.
V relativní tichosti se odehrála 1. července 1900 v kapli na zámku svatba následníka trůnu Františka Ferdinanda d'Este s hraběnkou Žofií Chotkovou. Kvůli nerovnému sňatku byla z vídeňského dvora přítomna jen matka a sestry, ovšem bylo zde veliké zastoupení hostů z českých kruhů i města samotného. Svatebčany oddával zákupský děkan Vilém Hikish a ke svatbě do města přijeli vlakem. Po svatbě se už do Zákup nikdy nevrátili. Zákupský zámek i další majetek zabavil Habsburkům československý stát v roce 1918.

### První republika a protektorát
V období první republiky se naplno projevila v několikerých volbách naprostá převaha obyvatelstva německé národnosti, které po útěku české menšiny přivítalo příchod nacistů. Ve volbách 19. května 1935 do parlamentu a senátu ČSR zdejší Henleinova strana SdP získala přes 73 % hlasů oprávněných voličů. V obecních volbách o tři roky později již 90 %. Téhož roku, 9. října 1938 byly Zákupy obsazeny po předchozí Mnichovské dohodě německým vojskem. Dne 4. prosince 1938 v dalších volbách hlasovalo pro NSDAP plných 100 % voličů.
V období let 1938–1945 byly Zákupy součástí okresu Česká Lípa a spolu s ním ve vládním kraji Ústí nad Labem. Tento kraj byl jedním ze tří krajů říšské župy Sudety.

### České Zákupy
Německá armáda opustila město 7. května 1945. O dva dny později dorazily jednotky polské, po nich i sovětské armády. Po osvobození byly Zákupy dosídleny Čechy, německé rodiny byly v několika etapách vysídleny. Odsun byl doprovázen nehumánním postupem vůči mnoha německým rodinám (rabování, pracovní tábory) a byl ukončen na jaře 1946. Vznikla zde československá posádka, pro niž se v roce 1953 postavily první domy sídliště, kláštery byly zrušeny, v letech 1968–1991 byla v Nových Zákupech a okolí sovětská okupační posádka několika tisícovek vojáků a rodinných příslušníků.
V roce 1960 byly k Zakupům připojeny Lasvice, roku 1964 Božíkov, roku 1971 Brenná, roku 1980 Kamenice a Bohatice, roku 1981 Velenice. V roce 1990 se Velenice a Bohatice opět oddělily. V roce 1992 se do Nových Zákup, opuštěných, městem zrenovovaných domů po sovětské posádce přistěhovala řada rodin.

### Vojsko a vznik výsadkářů

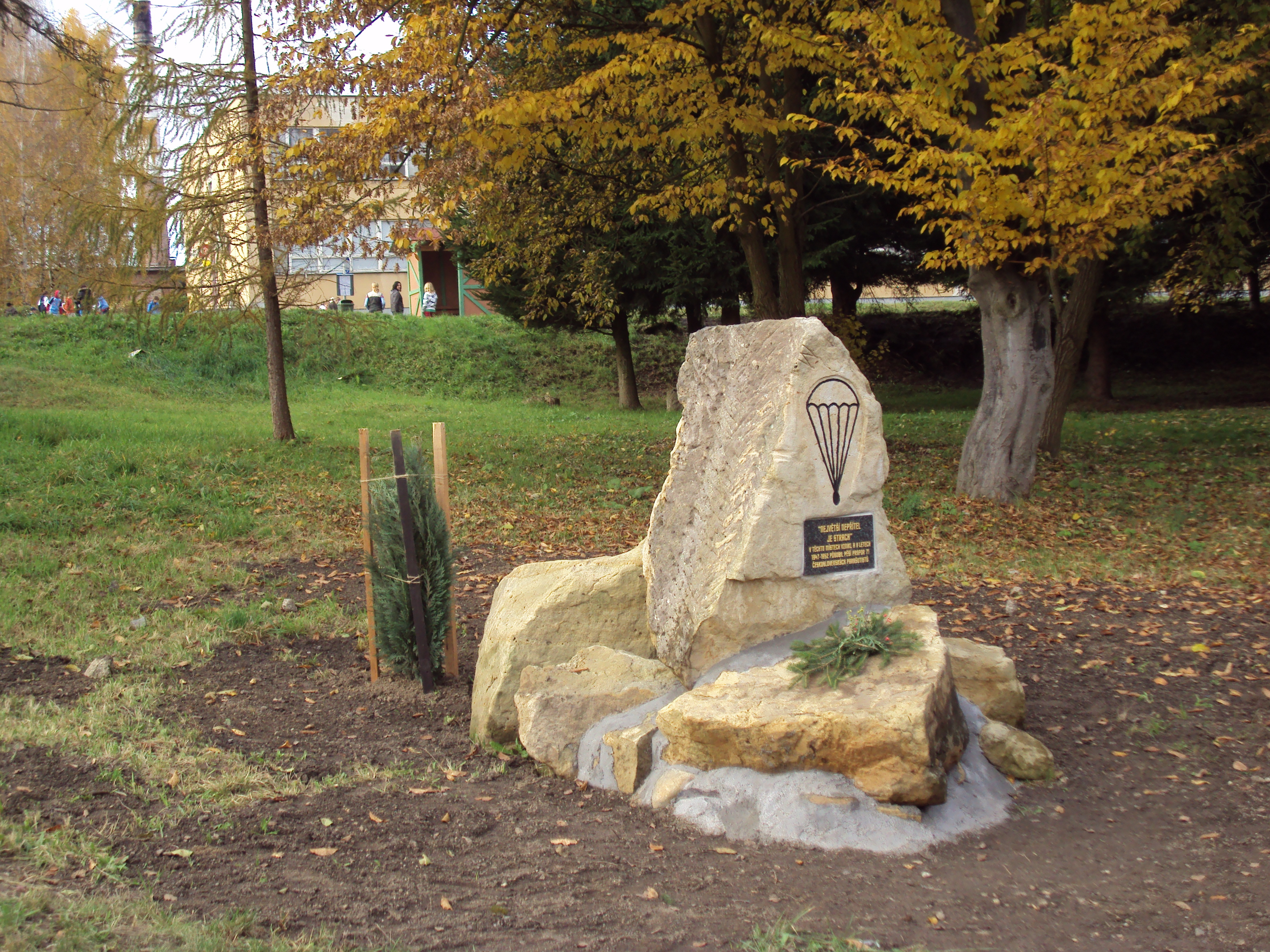
Pomníček v Nových Zákupech připomíná vznik jednotky parašutistů

Po vzniku ČSR v roce 1918 byly dislokovány v Zákupech vojenské jednotky. Na sklonku roku 1920 zde byl z Hradce Králové převelen dělostřelecký oddíl 263, poté byl převelen do Liberce. V letech 1921 až 1923 zde byly ubytovány roty z 42. pluku z Terezína. Vojenská velitelství byla v České Lípě a Mimoni, po ztrátě pohraničí byly české posádky odveleny do vnitrozemí.
Dne 1. října 1947 byl v místní vojenské posádce utvořen historicky první výsadkový útvar československé armády s názvem Pěší prapor 71 (výsadkový). Dne 3. března 1948 bylo praporu prezidentem Benešem uděleno pojmenování Československých parašutistů. Koncem roku 1950 se otevřený název útvaru změnil na 71. výsadkový prapor. Na podzim 1952 prapor přešel do složení nově zřízené výsadkové brigády a současně se přemístil ze Zákup do Prešova. Na náměstí Svobody je na jeho počest pamětní deska a v Nových Zákupech od roku 2009 malý pomníček.

## Přírodní poměry

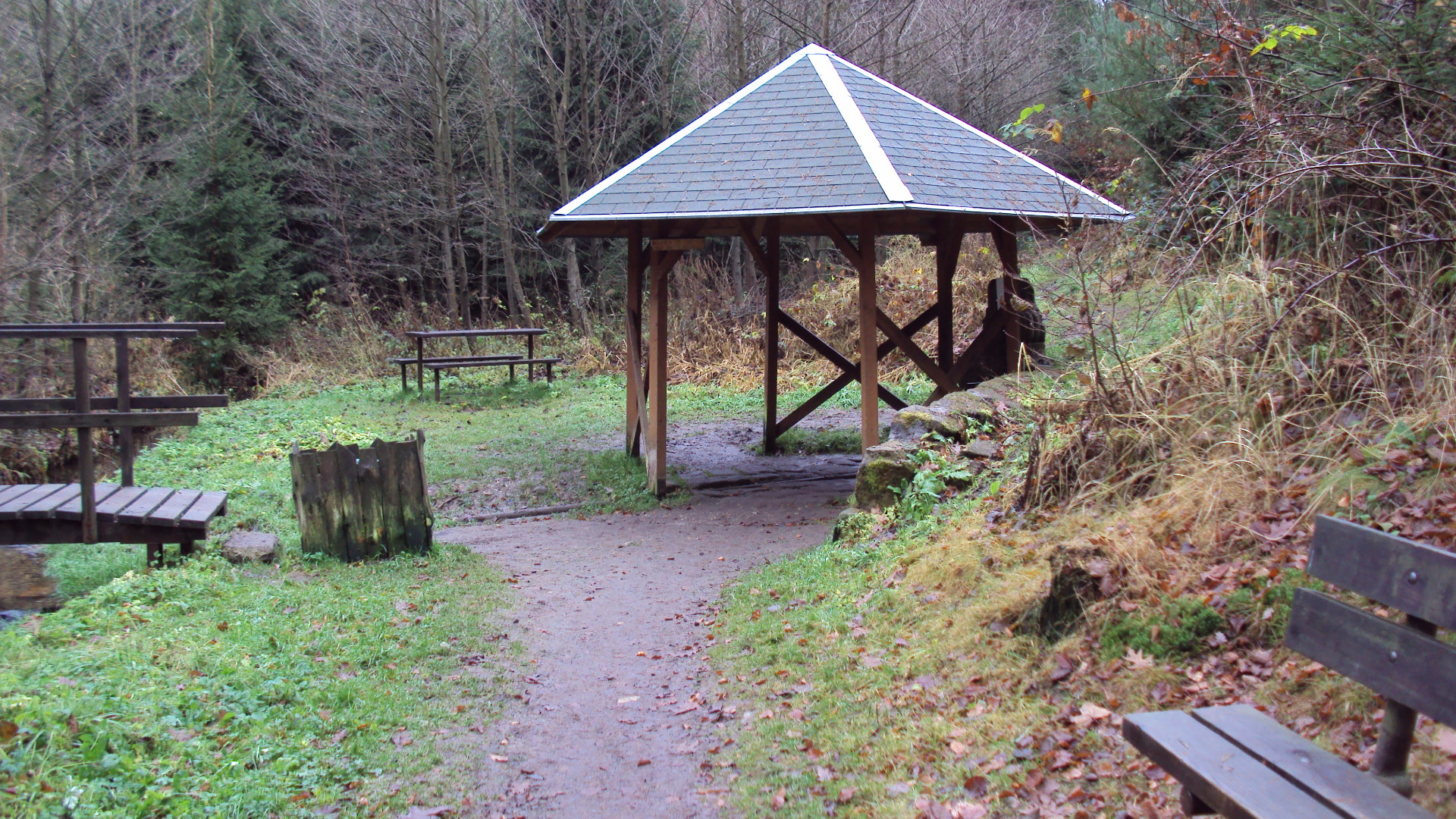
Pramen Tří svatých v údolí Kamenického potoka

### Geologická stavba, reliéf a půdy
Město i připojené vesnice leží na ploše 32,27 km² v lesnaté krajině v nadmořské výšce 264–436 metrů. Nejnižší bod je při odtoku Svitavky k Ploučnici pod Brennou (264 m), nejvyšší těžbou snížený Kamenický kopec (zhruba 436 m.) Zdejší dominantní Kamenický kopec je v geomorfologickém členění součástí Zákupské pahorkatiny a jí podřazené Cvikovské pahorkatiny. Převážně pískovcová Zákupská pahorkatina vznikla v období třetihor a na řadě míst je poznamenána vyvřelými sopečnými horninami, zejména čediče.

### Vodstvo a podnebí

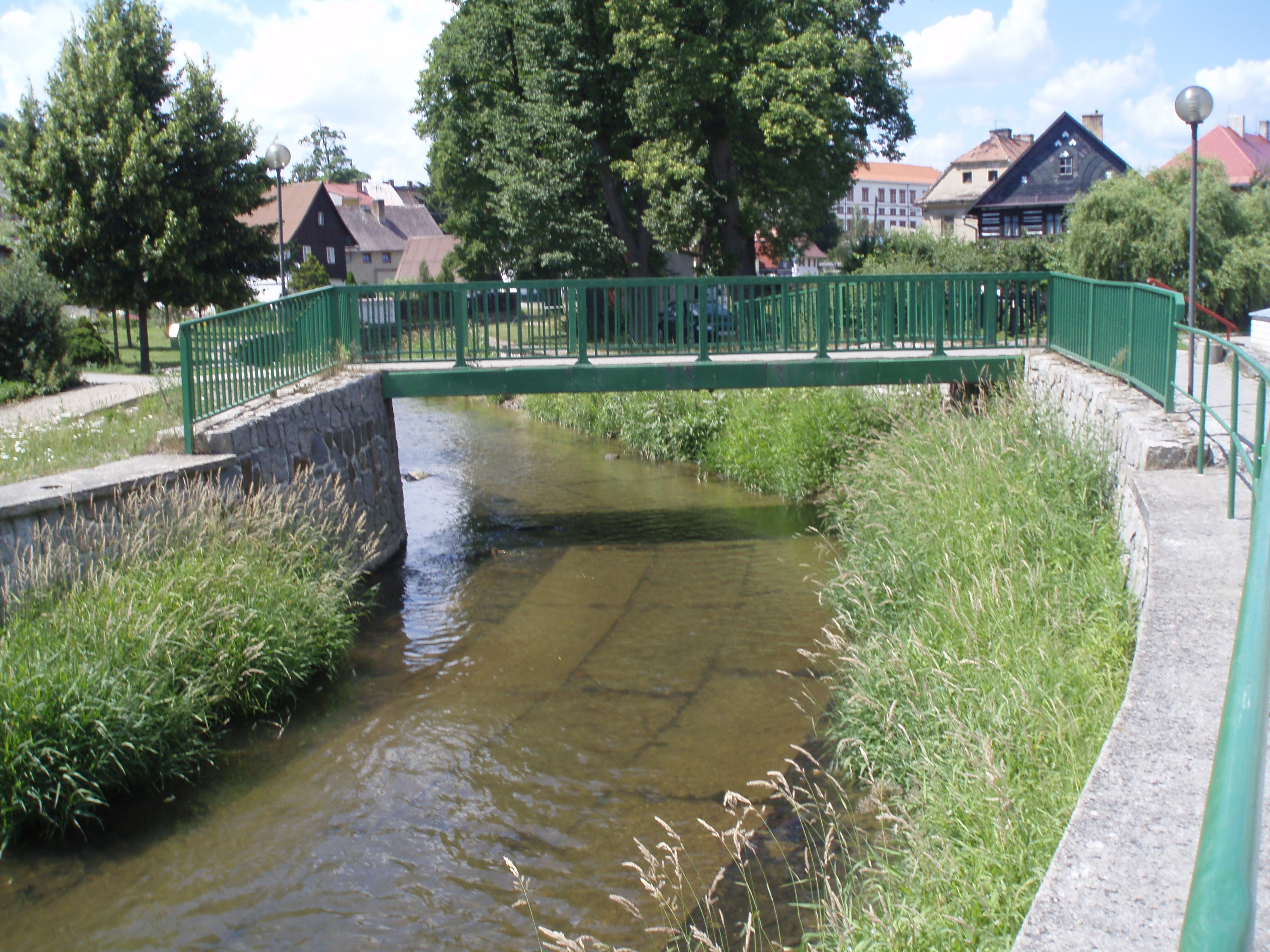
Svitavka v Zákupech

Město i okolí patří mezi oblasti s mírně teplým klimatem, průměrná roční teplota přesahuje sedm stupňů Cesia. Ročně zde spadne v průměru 700 milimetrů srážek. Větry převažují severovýchodní a jihovýchodní, dále západní a jihozápadní.
Přes Zákupy protéká říčka Svitavka, která území dotvářela mnohými naplaveninami. Na Zákupském katastru má tři přítoky: Kamenický potok, Rybniční potok a Bohatický potok. Povodí říčky je místy bažinaté, na katastru města je několik menších rybníků, zejména Velký zákupský (dnes Zákupské koupaliště), Malý zákupský (nazýván i Štefanův), Bohatický rybník a ještě menší nádrže.

### Fauna a flóra
Ze zvěře je zde velký počet běžné nízké a vysoké zvěře, divokých prasat. Jsou zde i kuny, jezevci, lišky, u vodních ploch je mnoho kachen a žab. Zajímavou událostí bylo po roce 1945 trojí objevení losí krávy na Kamenickém vrchu.
Lesní porost v okolí města tvoří převážně jehličnany, na Kamenickém vrchu je buková habřina s bikou chlupatou. U zámku leží park s francouzskou a anglickou zahradou. V Nových Zákupech je obnovováno arboretum, založené zde po roce 1904.

### Ochrana životního prostředí
Od 1. září 2014 zasahuje k Zakupům (u Brenné, Veselí a Ploučnice) chráněná krajinná oblast Kokořínsko – Máchův kraj.
Okraj Veselí a Branné (části Zákup) je součástí evropsky významné lokality Horní Ploučnice.

## Obyvatelstvo
| Rok            | 1869  | 1880  | 1890  | 1900  | 1910  | 1921  | 1930  | 1950  | 1961  | 1970  | 1980  | 1991  | 2001  | 2011  | 2021  |
| -------------- | ----- | ----- | ----- | ----- | ----- | ----- | ----- | ----- | ----- | ----- | ----- | ----- | ----- | ----- | ----- |
| Počet obyvatel | 2 107 | 2 044 | 1 769 | 1 798 | 1 692 | 1 914 | 2 145 | 1 528 | 1 639 | 1 730 | 1 708 | 1 506 | 2 101 | 2 101 | 2 167 |
| Počet domů     | 318   | 322   | 311   | 335   | 315   | 328   | 334   | 314   | 332   | 276   | 281   | 282   | 312   | 347   | 347   |

### Náboženský život

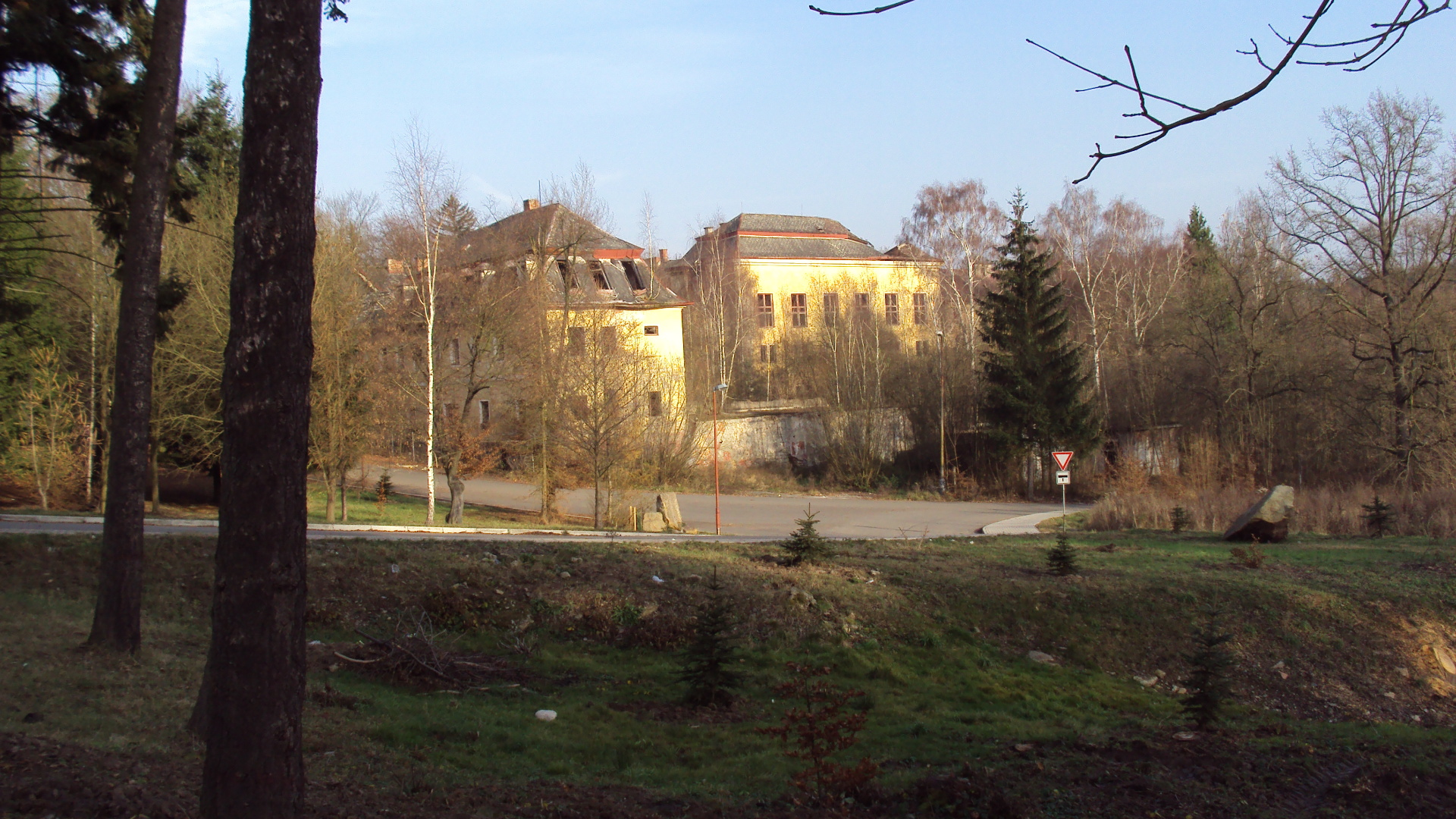
Někdejší objekty továrny a školy v Nových Zákupech

Od 14. století je v Zákupech doložena katolická duchovní správa. Počátkem 15. století byly Zákupy sice pod vlivem husitských vojsk a hejtmanů, zůstaly však katolické. Jiná situace nastala koncem 16. století, kdy se i zde nadlouho prosadilo protestantství, bylo povoleno přijímání pod obojí. Až po bitvě na Bílé hoře se i zdejší kostely vrátily k výhradně katolickému ritu.
V Zákupech sídlí Římskokatolická farnost – děkanství Zákupy. Je začleněná do českolipského vikariátu litoměřické diecéze. Do farnosti patří jednak samotné Zákupy, k nim administrativně připojené Božíkov, Kamenice, Lasvice, Nové Zákupy, Starý Šidlov a nyní samostatná obec Bohatice. v České provincii. Ze zákupské fary jsou ještě spravovány Římskokatolická farnost Velenicea Římskokatolická farnost Brenná. Duchovním správcem, administrátorem, farářem je od roku 2009 Grzegorz Jacek Wolanski. Na území farnosti je řada kostelů a kaplí, zejména děkanský kostel sv. Fabiána a Šebestiána, kde jsou konány pravidelné mše. Ostatní kostely ve správě farnosti jsou ve Velenicích, v Brenné a kapucínský v Zákupech)

## Obecní správa a politika

### Části města a katastry
Město se skládá ze sedmi částí a stejného počtu katastrálních území
- Božíkov – připojen k městu roku 1964
- Brenná – připojena 1971
- Kamenice, katastrální území Kamenice u Zákup – připojeny 1980
- Lasvice – připojeny 1960
- Šidlov, katastrální území Starý Šidlov, Starý Šidlov i Nový Šidlov připojeny 1945 k Lasvicím, s nimi 1960 k Zákupům
- Veselí, katastrální území Veselí nad Ploučnicí – připojeno 1950 k Brenné, s ní 1971 k Zákupům
- Zákupy
  - K Zákupům patří i základní sídelní jednotka Nové Zákupy, z větší části panelové sídliště po ruské posádce, jeden kilometr severně od města a také osada Podlesí mezi zákupským zámkem a Dobranovem u České Lípy.

### Vývoj po roce 1989
- V roce 1990 byly volby městského zastupitelstva, zvítězilo Občanské fórum, Patnáctičlenné zastupitelstvo si zvolilo pětičlennou radu, v jejímž čele byl starosta Zdeněk Patočka. Osm mandátů mělo OF, čtyři KSČM, tři místa zastupitelů obsadily ostatní kandidátky.[55]
- O čtyři roky později byly roku 1994 druhé volby do zastupitelstva města, postaveny byly 4 kandidátky, v patnáctičlenném zastupitelstvu měla po volbách ODS 6 mandátů, KSČM 5, tři získal Levý blok a jeden KDU-ČSL. Starostou zvolen opět Z. Patočka za ODS.
- Roku 1998 byly třetí volby, zvítězily s pěti mandáty kandidátky SNK-Prosperita Zákup a SNK Zákupy, třetí KSČM 4 mandáty, poslední pak KDU-ČSL. Potřetí zvolen starostou Z.Patočka.
- Rok 2002 – čtvrté obecní volby, do nichž bylo postaveno pět kandidátek. Zvítězilo Zákupsko (4 mandáty), před KSČM, TVRZí a SOS (všechny po 3), poslední 2 mandáty získala KDU-ČSL. Starostou se stal Pavel Kučera za Sdružení nezávislých kandidátů Zákupsko.[56]
- V lednu 2004 došlo k odvolání starosty z funkce, načež v krátké době rezignovala na svou funkci řada zastupitelů a členů výborů a komisí. Uprázdněné role vedení radnice se ujala KSČM, starostkou se stala Miroslava Hudaková.[57]
- Roku 2006 byly páté volby do obecních zastupitelstev. Po nich 5 mandátů získala KSČM, po třech Zákupy v Evropě a ODS, dva mandáty Zákupsko, po jednom Tvrz a KDU-ČSL.[58] S velkým ziskem preferenčních hlasů byla M. Hudaková z KSČM potvrzena ve funkci starostky města.

### Komunální volby 2010
Do říjnových voleb 15členného zastupitelstva bylo vytvořeno 7 volebních uskupení. Účast ve volbách byla 50,6% voličů. shodný počet 4 mandátů získala KSČM a Nezávislé moderní Zákupy, po 2 mandátech ČSSD a Nájemníci obecních bytů, ostatní po jednom: ODS, Zákupy v Evropě a Změna pro Zákupsko. Na prvním zasedání zastupitelstva byla zvolena nová rada ve zcela jiném složení a také nový starosta – Ing Radek Lípa. Že přetrvává silný vliv KSČM ve městě je zřejmé i z výsledků voleb do Evropského parlamentu v květnu 2014, v Zákupech se ziskem 24,43% hlasů suverénně komunisté zvítězili. Druhé hnutí Ano zde získalo 17.24%.

### Komunální volby 2014

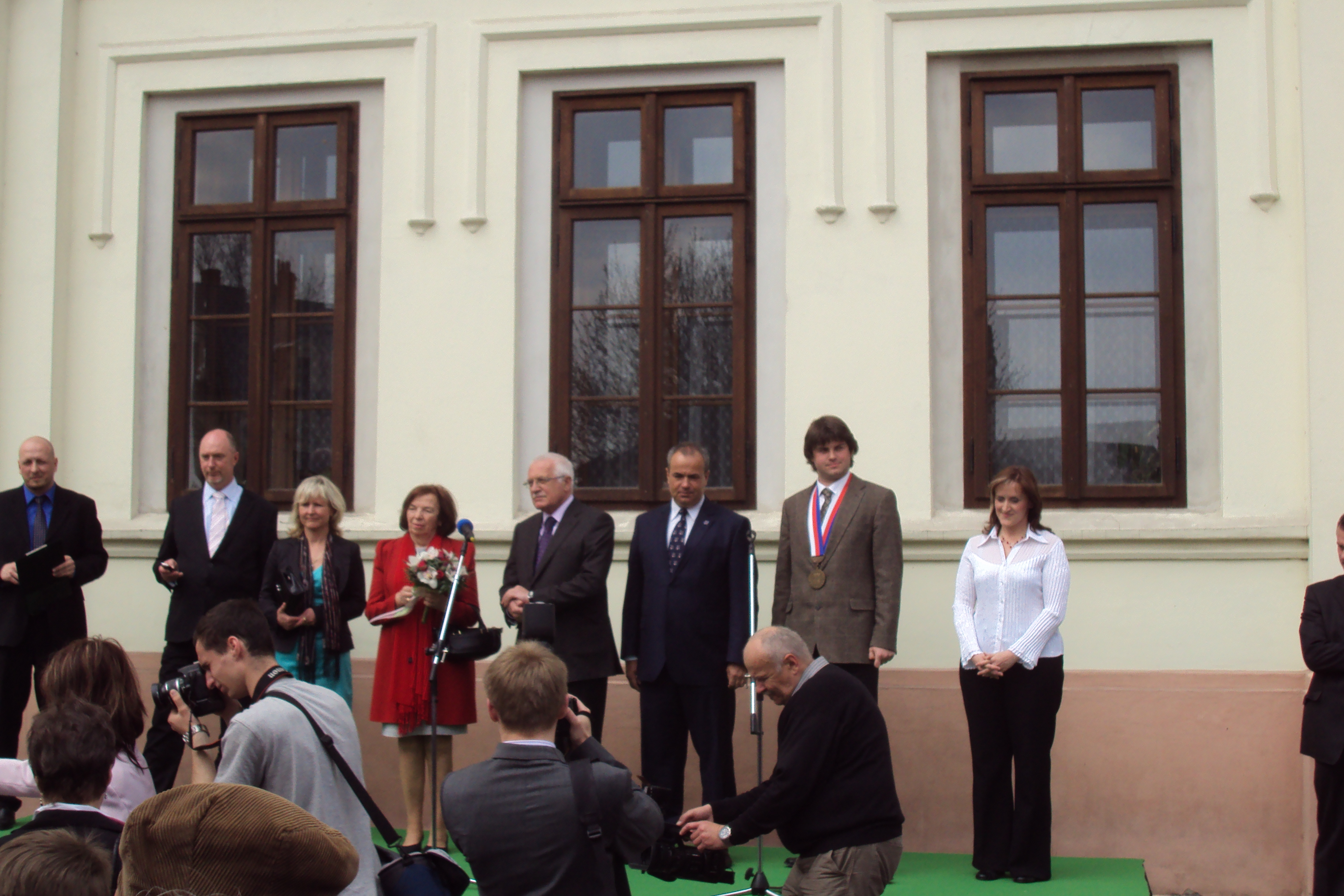
Delegace politiků v čele s prezidentem Klausem před radnicí v dubnu 2011, nejvyšší postavou je zákupský starosta Lípa

Do voleb kandidovalo pět seskupení, zúčastnilo se jich 50 % voličů. Suverénně zvítězily Nezávislé moderní Zákupy v čele se starostou Ing Radkem Lípou, které obsadí 10 míst v zastupitelstvu, jen dva posty získala KSČM a po jednom zbývající tři, ČSSD, TOP 09 s NK a SNK Pro Zákupy.

### Městské orgány
Městské zastupitelstvo je patnáctičlenné, rada města je pětičlenná.
- Zastupitelstvo zřídilo pět výborů – kontrolní, finanční, oba jsou pětičlenné. Pro připojenou vesnici Kamenice je zřízen osadní výbor Kamenice, pro odloučené panelové sídliště Nové Zákupy od 1. května 2009 místní výbor Nové Zákupy.[62] V červnu 2011 byl osadní výbor vytvořen i v Božíkově.[63]
- Rada města řídí šest komisí: pro kulturu a cestovní ruch, pro mládež a tělovýchovu, sociální a zdravotní, bytovou, povodňovou a Komisi pro obnovu památek a regeneraci městské památkové zóny.[64] Původně zřídila i komisi sociálně právní ochrany dětí, kterou k 1. srpnu 2009 sloučila se sociální a zdravotní.[65]

### Znak a prapor města
Město má znak původem již z roku 1541. Návrh na vzhled praporu předložili Městské radě městský kronikář Jiří Šimek a Aleš Brožek v listopadu 1993, po projednání v radě a zastupitelstvu města v prosinci 1993 byl předložen Podvýboru pro heraldiku a vexilologii PS PČR v dubnu 1994 a 5. května 1994 prapor městu udělil předseda Poslanecké sněmovny.

## Hospodářství

### Průmysl

#### Rozvoj do roku 1945

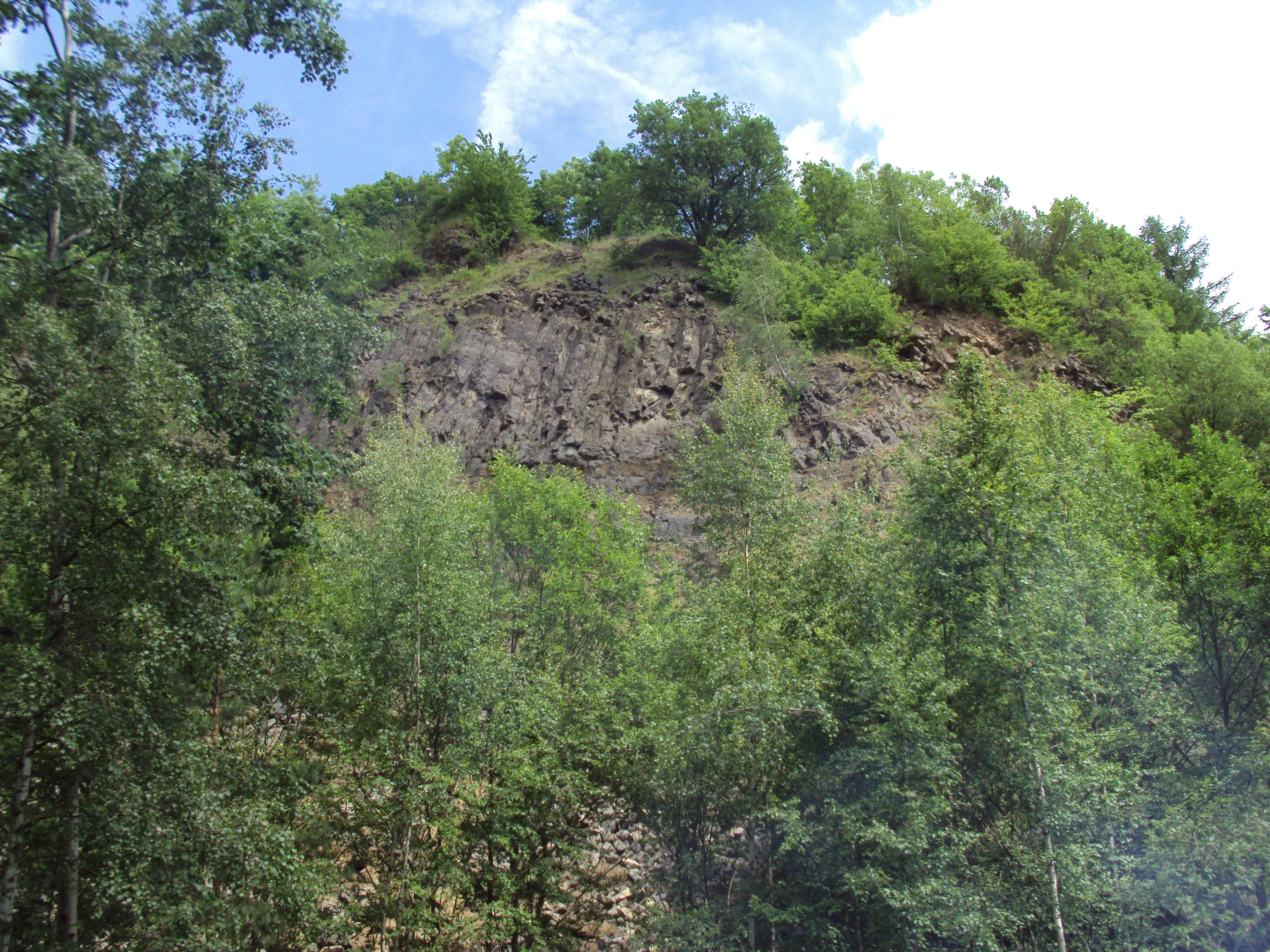
Bývalý kamenolom v Kamenickém kopci

Až do sklonku 18. století v Zákupech a okolí se obyvatelstvo i vrchnost věnovala převážně zemědělství, zakládání rybníků, vznikl pivovar, mlýn i přádelna vlny, cihelna, sklářská huť, řada obyvatel se věnovala plátenictví a drobným řemeslům. V letech 1564 až 1770 ve městě existovalo několik cechů, např. obuvnický a truhlářský. Opravdový rozvoj nastal s příchodem bohaté rodiny Leitenbergerů, vlastnící po celé monarchii řadu manufaktur. Nejprve v předzámčí Josef Leitenberger zbudoval přádelnu, která zde fungovala v letech 1786–1799, poté (roku 1788) koupil dvůr v Nových Zákupech a tady postavil manufakturu s tkalcovnou, bělidlem, kartounkou, kde pracovalo 400 dělníků. Po jeho smrti roku 1802 ji postupně jeho syn Ignác přebudoval na moderní továrnu pro 650 dělníků, vnuk Edward však továrnu neudržel a po jeho smrti zanikla. V letech 1880–1889 zde byl cukrovar, nakonec se do budov připomínajících zámek přestěhovala vyšší lesnická škola z Bělé pod Bezdězem. Ve středu města vznikla továrna rodiny Heldových na výrobu dárkových a ozdobných předmětů, exportující je do celého světa. Byl zde otevřen kamenolom, pekárna, další papírna, cihelna, provaznická dílna.

#### Automobilka Gatter

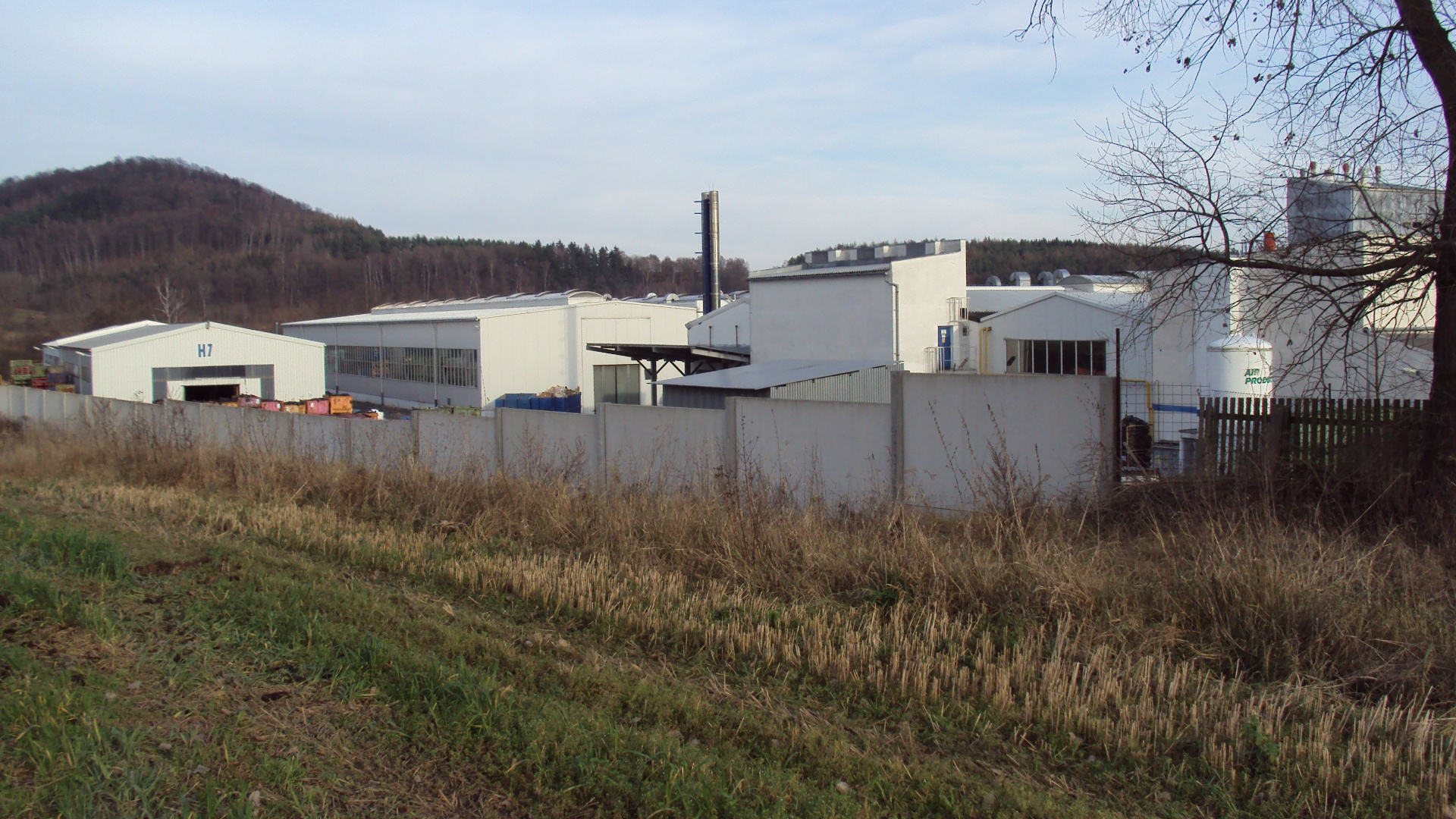
Areál firmy IAC, dříve Vest Izol

V letech 1930–1938 zde Willibald Gatter provozoval malou automobilku Gatter. Vyrobil asi čtyřicet malých aut, pak kvůli dluhům výrobu ukončil.

#### Současné firmy
Řada průmyslových objektů koncem 20. století osiřela, pro zaměstnanost byly citelné ztráty uzavřením Retexu, Carborundu, mlékárny, Státního statku Zákupy.
Nejvýznamnější firmou IAC Group Czech (dříve Vest-Izol) v Nových Zákupech v oboru izolačních materiálů pro automobilový průmysl. V jejím sousedství fungovala do jara 2013 firma na zpracovávání odpadů LADEO. Mediálně známá byla firma VETT, která provozovala do konce roku 2007 městskou autobusovou dopravu v České Lípě, než ji nahradila dopravní firma ČSAD Semily. U výpadovky na Českou Lípu byla řada velkých hal distribuční společnosti Willi Betz Logistik, která zaměstnávala asi sto pracovníků. Haly a část pracovníků převzala v roce 2012 česká pobočka německé firmy LGI Logistics Group International. V sousedství je nový větší objekt prodejního střediska Instalcentrum a jiné další ve starších objektech.

### Služby

#### Restaurace, ubytování
Někdejší hotel Orlík, Restaurace Rychta a mnohé další restaurace, střediska někdejší kultury a společenského života z období před rokem 1960 jsou již mimo provoz (Orlík a Rychta nabízely stravování ještě v roce 1989,) mnohdy i zbourané (např. Modrá hvězda). V období po roce 1989 zde jiná ubytovací restaurační zařízení vznikala a zas v konkurenčním prostředí zanikaly. V areálu základní školy je v provozu školní turistická ubytovna.

#### Koupaliště

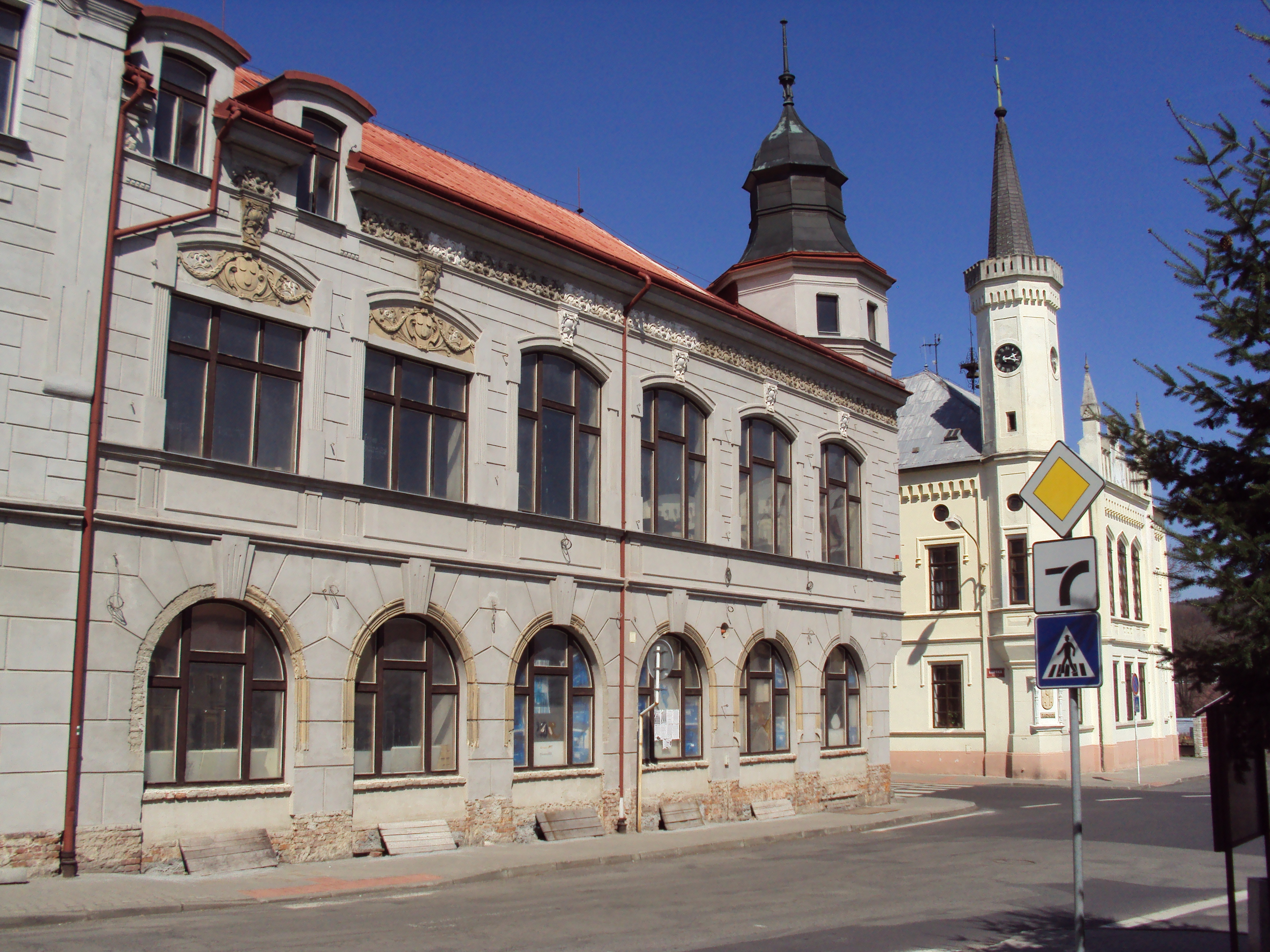
Bývalý Hotel Orlík

Městské koupaliště bylo vybudováno roku 1923 z jednoho z místních rybníků. Bylo postupně doplněno restaurací, stánky, toboganem, bylo a je uváděno jako veřejné tábořiště s parkovištěm, několika velkými chatkami a možností stanování. Město oplocený areál využívá i pro pořádání městských slavností.

#### Zdravotnictví
V části Nové Zákupy je umístěn Dům s pečovatelskou službou (kapacita 55 lůžek), který stavebně i personálně navazuje na Domov důchodců (35 lůžek). Ve středu města jsou pak v budově bývalé školy na Mimoňské ulici dvě ordinace praktických lékařů a lékárna. Ve městě má sídlo větší firma Jirásek soukromé zdravotní přepravy, která zabezpečuje hlavně potřeby nemocnice v České Lípě.

#### Bleší trhy
Každou první sobotu v měsíci pořádal řadu let na parkovišti a sousední louce Veteran Car Club z České Lípy motoristické burzy, z kterých se staly bleší trhy navštěvované mnoha tisíci lidmi z širokého okolí. V ten den byly některé ulice města ucpané.

## Doprava
Až do roku 1854 byly všechny ulice a výpadovky k okolním vsím i městům ve špatném stavu. Lépe na tom byla pouze cesta do České Lípy a na Mimoň. První silnice byla vybudována roku 1854 směrem na Brennou a postupně došlo ke zpevnění mj. štěrkem i u dalších komunikací.
Městem vedou dvě silnice II. třídy. Od jihu je to silnice II/268 z Mimoně, která prochází městem jako Mimoňská ulice kolem vlakové zastávky Božíkov, kde z ní odbočuje silnice II/262 směrem na Českou Lípu. Silnice dále pokračuje jako Borská ulice. Prochází přes Lasvice a Šidlov na Nový Bor.
Část českolipské silnice II/262 se v Zákupech nazývá ulicí Nádražní, její tvar byl změněn přeložkou mimo střed města.
Kromě nich prochází území i silnice III. třídy:
- III/26832 Zákupy – Božíkov – Brenná – Srní u České Lípy
- III/26834 Zákupy – Kamenice – Velký Grunov
- III/26836 Velenice – Nové Zákupy – Kamenice

### Autobusy
Autobusy začaly jezdit ze Zákup po okolí kolem roku 1935. Jejich frekvence vyvrcholila otevřením uranové těžby u Stráže pod Ralskem (intenzivní v letech 1970–1980), kam ze Zákup a hlavně České Lípy jezdilo mnoho lidí za prací. Přes Zákupy vede šest pravidelných linek ČSAD Liberec od roku 2012 je navíc zajištěna doprava linkami ČSAD Česká Lípa a Compag CZ z Mimoně od továrny IAC v Nových Zákupech.

### Vlaky

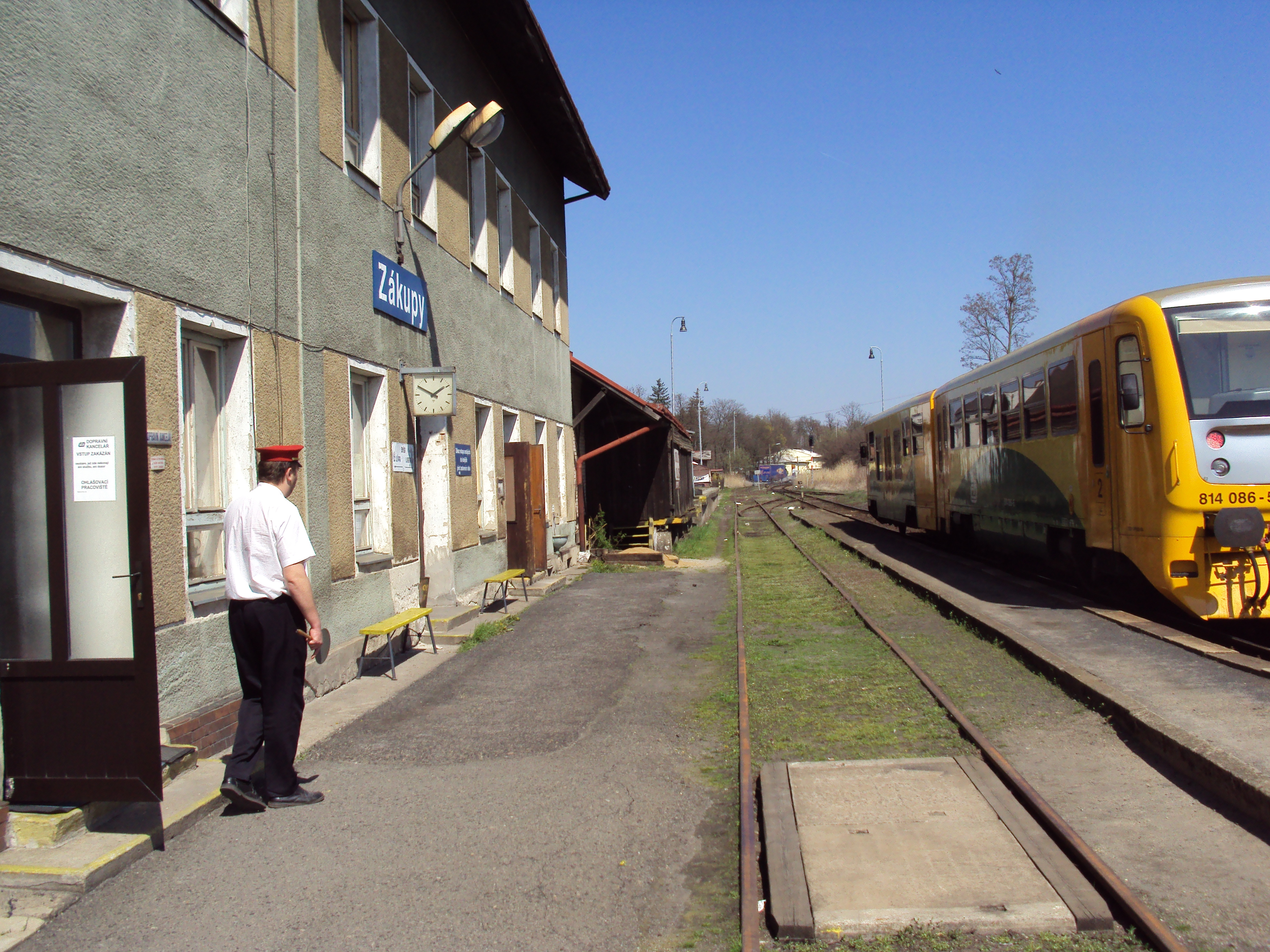
Nádraží Zákupy

V roce 1883 byla vybudována Rakouskou společností místních drah 16,4 kilometru dlouhá lokální železniční trať Česká Lípa – Mimoň včetně nádraží, když předtím byla nejbližší "zákupská" zastávka až v Srní. Z místního nádraží byla zbudována (již zrušená) vlečka do cukrovaru (také zrušen) v Nových Zákupech a dodnes funkční zastávka v Zákupech-Božíkově. V letech 1897 až 1900 byla trať z Mimoně rozšířena jinou železniční společností Ústecko-teplická dráha až do Liberce a z České Lípy do Litoměřic. Trať roku 1894 přešla do vlastnictví státu, který ji za 2 660 000 korun prodal zmíněné Ústecko-teplické dráze. Jednokolejná trať slouží pro nákladní i osobní přepravu pod číslem 086.

### Naučná stezka
V roce 2005 byla otevřena první část naučné stezky Zákupy. Stezka začíná u školy, pokračuje k úpatí Kamenického vrchu, odkud se větví do dvou směrů. Hlavní zatím vytvořená část pokračuje podél Kamenického potoka a na počátku Kamenice odbočuje na vybudovaný okruh. Trvale upravovaná stezka je doplňována desítkami panelů, podávajících informace o zdejší fauně, flóře, historii lesnické školy i města.

### Turistické značené cesty
U železničního nádraží začíná turistická značená trasa 3953 vyznačená zeleným pásovým značením KČT. Vede středem městečka na náměstí, kde jsou rozcestníky, kolem zámku a dál na severozápad směrem ke Svojkovu poblíž Sloupu v Čechách. Tam se napojuje na červenou trasu od České Lípy. Středem města a podél potoka Svitavky vede cyklotrasa 3045, u Brenné se kříží s cyklotrasou 3054.

## Společnost

### Školství
Poprvé byla existence školy doložena v roce 1458, kdy Beneš z Vartenberka nařídil žákům školy existující při faře a kostelu zpívat při zádušních mších. V roku 1765 je záznam o založení přadlácké (učňovské) zákupské školy. Další zprávy o obecní škole jsou až z roku 1855. V roce 1866 se ze školy vyčlenily dívky, které byly vyučovány ve škole při klášteře. V roce 1903 byla otevřena nová školní budova proti kostelu sv. Fabiána a Sebestinána pro chlapce. V roce 1920 byla zřízena zemědělská pokračovací škola, vlastní budovu však neměla, takže se učilo na radnici a v chlapecké škole. Totéž platí i o živnostenské pokračovací škole otevřené roku 1924, která byla v roce 1932 přemístěna do České Lípy. V roce 1919 byla otevřena česká menšinová škola, která učila zprvu v klášteře, později se statku a od roku 1922 v předzámčí zámku. V roce 1945 byla obecná škola otevřena v bývalé chlapecké škole v Mimoňské ulici a nová měšťanská škola roku 1946 na náměstí, v budově kláštera. Nová základní škola byla postavena v roce 1963. a postupně k ní byla přistavěna ubytovna a sportovní areál. K zateplení řady budov došlo po získání dotace v létě 2014.

#### Lesnická škola a arboretum

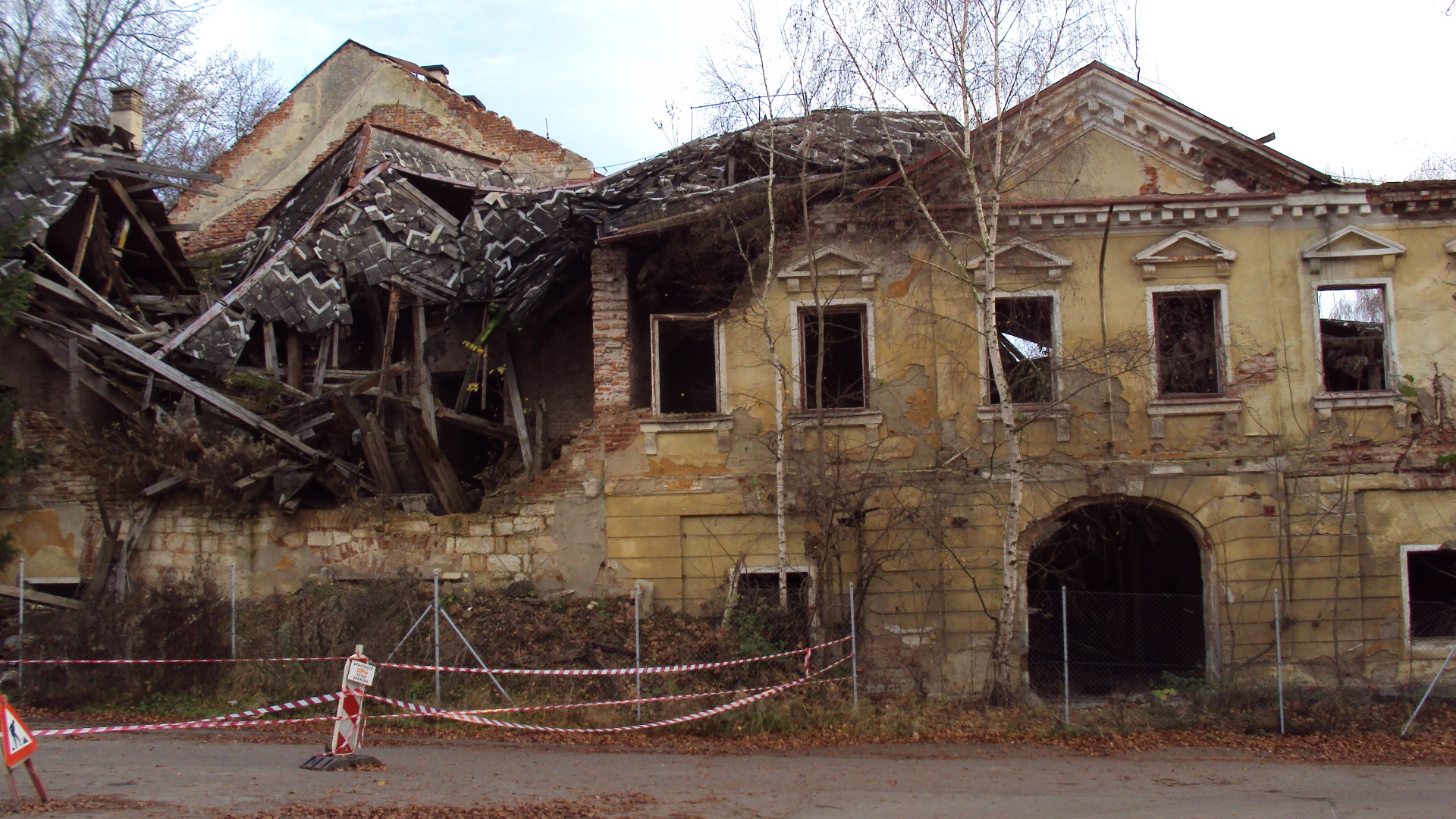
Zřícenina někdejší továrny, cukrovaru, školy v Nových Zákupech

V roce 1904 se do opuštěných továrních budov v Nových Zákupech přestěhovala z Bělé pod Bezdězem lesnická škola. V roce 1940 bylo vyučování kvůli válce ukončeno a v roce 1945 se škola přestěhovala do jiného města. Objekty využívali vojáci, nyní jsou v havarijním stavu, arboretum se město snaží obnovit.

### Kultura

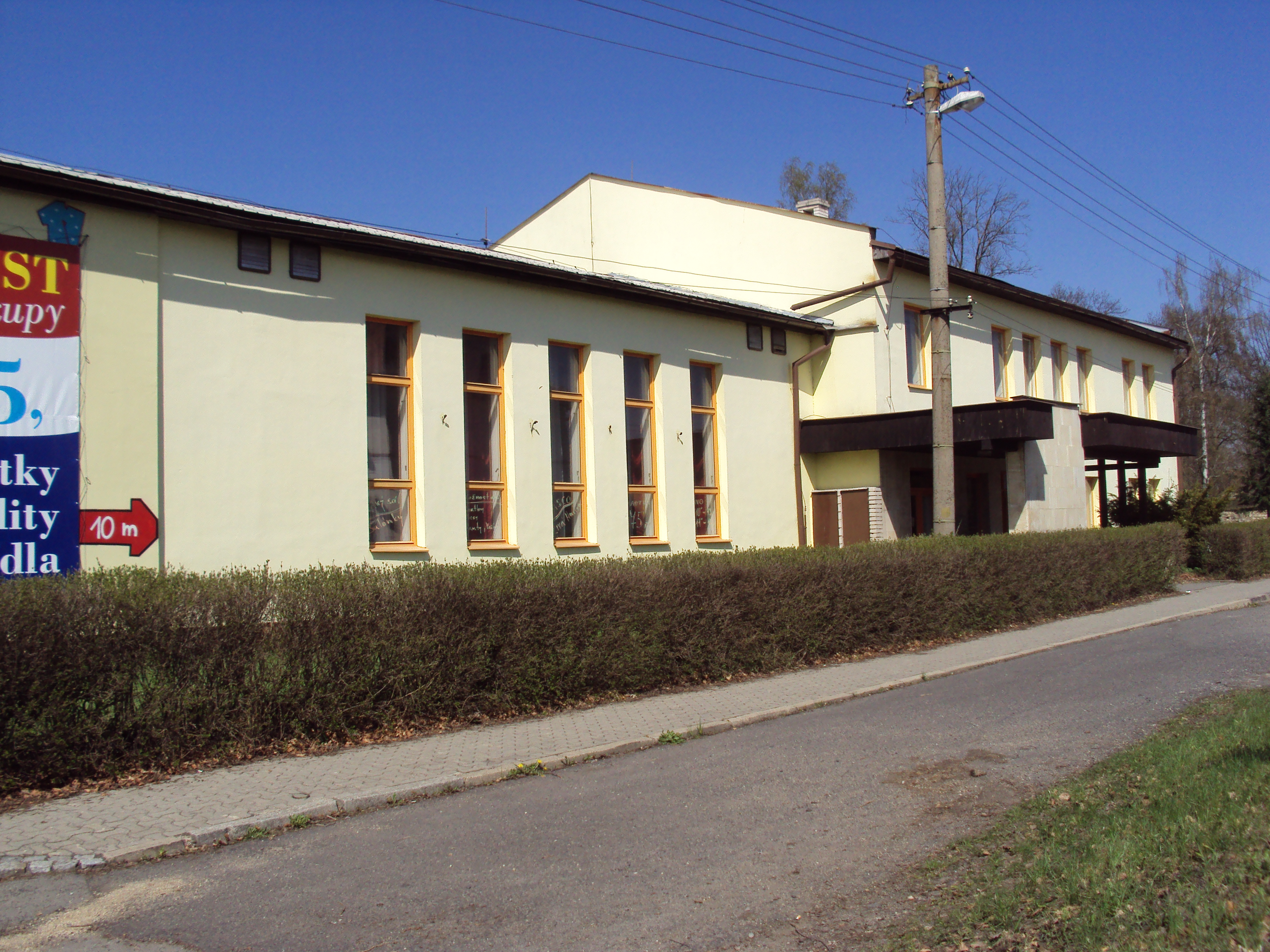
Kulturní dům

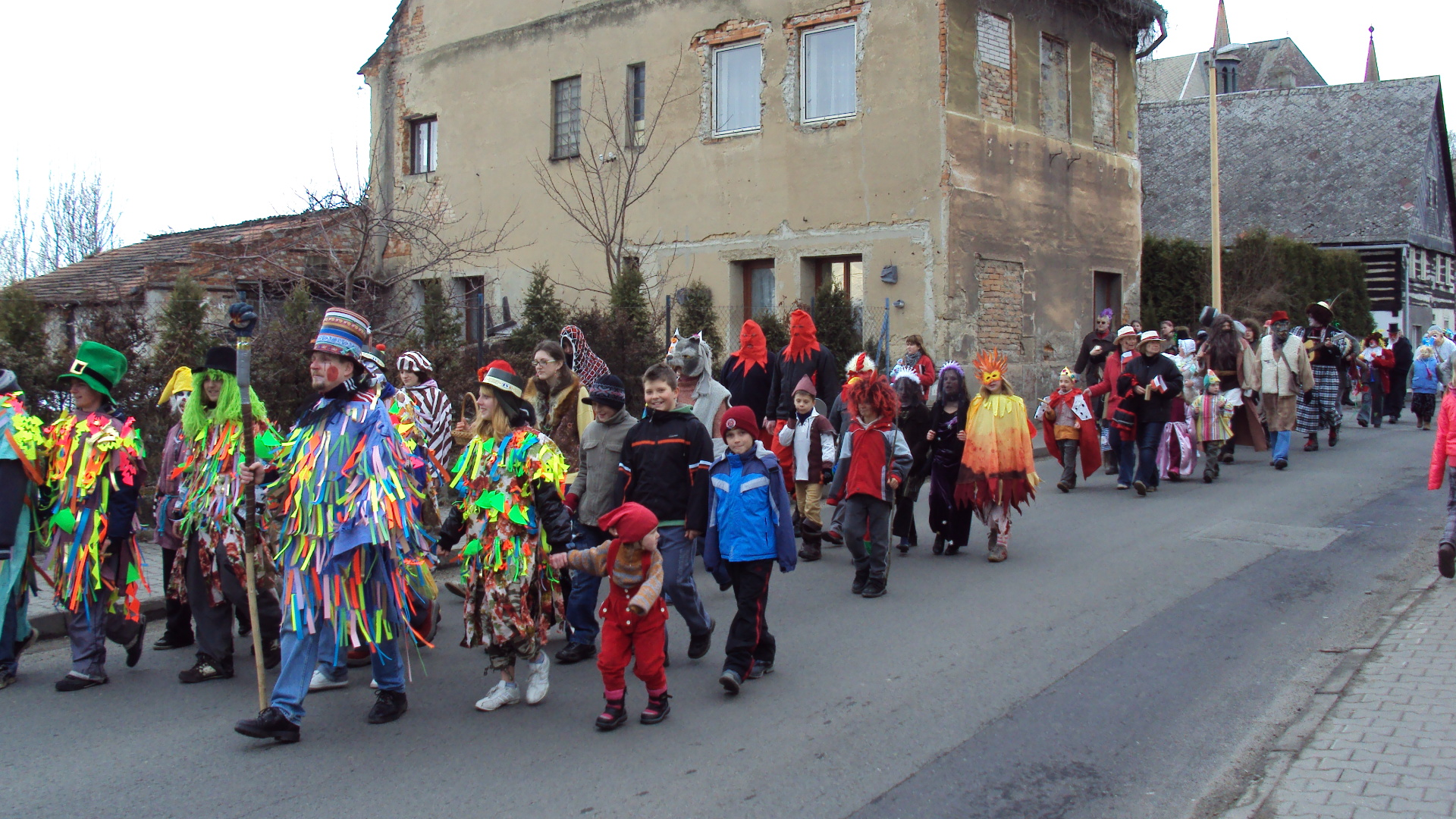
Karnevalový průvod v ulicích Zákup

V Zákupech je živá hudební a divadelní tradice. Už od roku 1923 zde působí s přestávkami český divadelní spolek, dodnes aktivní divadelní soubor Havlíček, který míval dříve i svou loutkovou scénu. V letech 1974–1995 zde fungoval Kruh vážné hudby, dnes bývají koncerty organizovány radnicí průměrně dvakrát ročně v kostele sv. Fabiána a Šebestiána. Řada společenských organizací i radnice pořádaly ve zdejším kulturním domě každý rok plesy, maškarní a další zábavy. Nosnou akcí jsou od roku 1997 každoroční Zákupské slavnosti pořádané v posledních letech vždy druhý víkend v září. Jich se zúčastňují některé zdejší spolky, radnice, podnikatelé, zámek, českolipský Klub vojenské historie i škola i přizvané soubory z jiných měst. Společenský život doplňují svými akcemi škola a zdejší TJ Zákupy, např. pořádáním celoročních Zákupských sportovních her, v roce 2013 byl sehrán již 53. ročník volejbalového turnaje o pohár města Zákupy.
V červenci 2008 bylo otevřeno na náměstí Svobody soukromé muzeum Eduard Held muzeum přístupné veřejnosti a mapující historii výroby karnevalového zboží (masky, mávátka atd) v Zákupech. V srpnu téhož roku ve stejné budově vznikla galérie výtvarných prací. Z popudu muzea se začaly pořádat na náměstí i v ulicích městské karnevaly s vyhodnocením masek, či akce k období Vánoc. V květnu 2014 se na zámku a v parku konaly druhé Císařské slavnosti.
V Mimoňské ulici je sídlo Městské knihovny, patřící mezi tzv. neprofesionální s omezeným provozem. Své knihovny měl i zákupský zámek, kapucínský klášter, fara, lesnická škola – jejich fondy většinou převzala knihovna Vlastivědného muzea a galerie v České Lípě, pokud nebyly zničeny vojskem v letech 1939–1952. Také městská knihovna se několikrát ve městě stěhovala.
Město vede své kroniky. Nyní je místnost kronikáře s velkým archivem dislokována ve škole. Posledním velkým přírůstkem byla po nezbytném restaurování německy psaná kronika z roku 1835.
Od roku 1974 dodnes s přestávkou 1977–1992 vydává Městský úřad měsíčník Zákupský zpravodaj.

### Spolky
Zákupy se pyšní založením prvního plně organizovaného dobrovolného hasičského sboru v Českém království i Rakousku-Uhersku, a to Ferdinandem Leitenbergerem roku 1850. V seznamu jsou jak ryze společenské organizace, spolky, tak i základní či městské organizace politických stran a v poslední době i občanská sdružení.

#### Politická uskupení
- MO KSČM, navazuje na několik původních ZO KSČ, z nichž první vznikly roku 1945
- MO ODS, založená 2006
- MO ČSSD, volně navazuje na zde existující ČSSD z roku 1945, obnovená 2006

#### Sportovní
- TJ Zákupy
- FC Kamenice, fotbalový oddíl připojené vesnice Kamenice

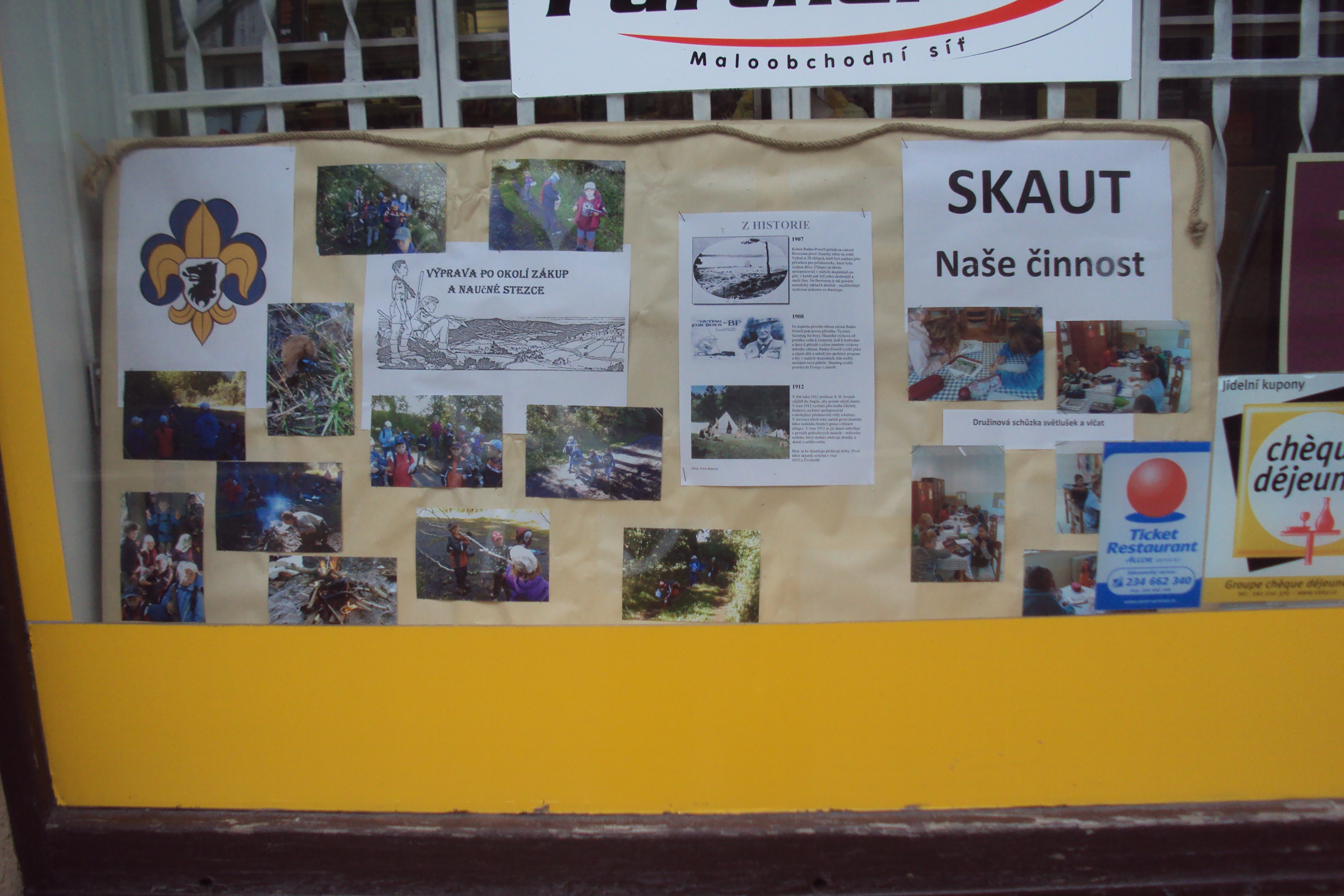
Vývěska zákupských skautů

#### Ostatní
- Sbor dobrovolných hasičů SDH Zákupy (znovu založen 1945)
- DS Havlíček (od roku 1923 s přestávkami), divadelní spolek Havlíček zdejších ochotníků
- Vlastenecko-dobročinná obec baráčnická od roku 1946
- ZO Českého svazu zahrádkářů
- MO Českého svazu rybářů
- ZO Českého svazu chovatelů drobného zvířectva
- Klub žen Zákupy (od roku 2003 místo ZO Českého svazu žen)
- Levicový klub žen Zákupy od roku 1996, zapojen do organizace Levicové kluby žen
- Zákupská iniciativa 2002, zaměřena na životní prostředí
- Myslivecké sdružení Podlesí Zákupy
- SRPŠ, občanské sdružení při základní škole
- Školská rada, občanské sdružení při základní škole
- Kultura Zákupy, občanské sdružení založené roku 2011, pořádá Císařské putování
- Společné dědictví, občanské sdružení zákupských farníků založené v roce 2012[86]
- Skautské středisko Řetěz – obnoveno v říjnu 2013[87]

#### Zaniklé spolky

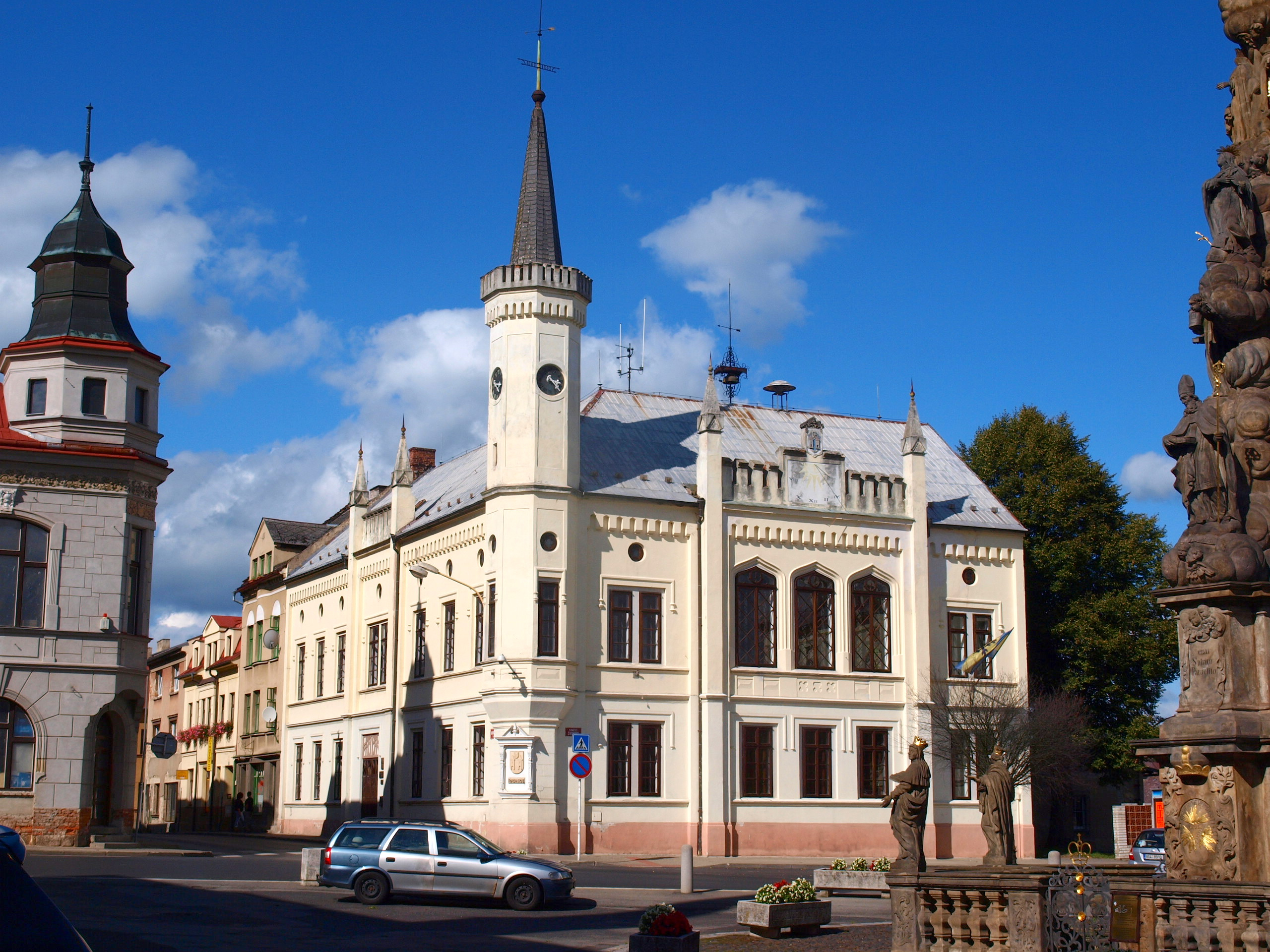
Zákupská radnice

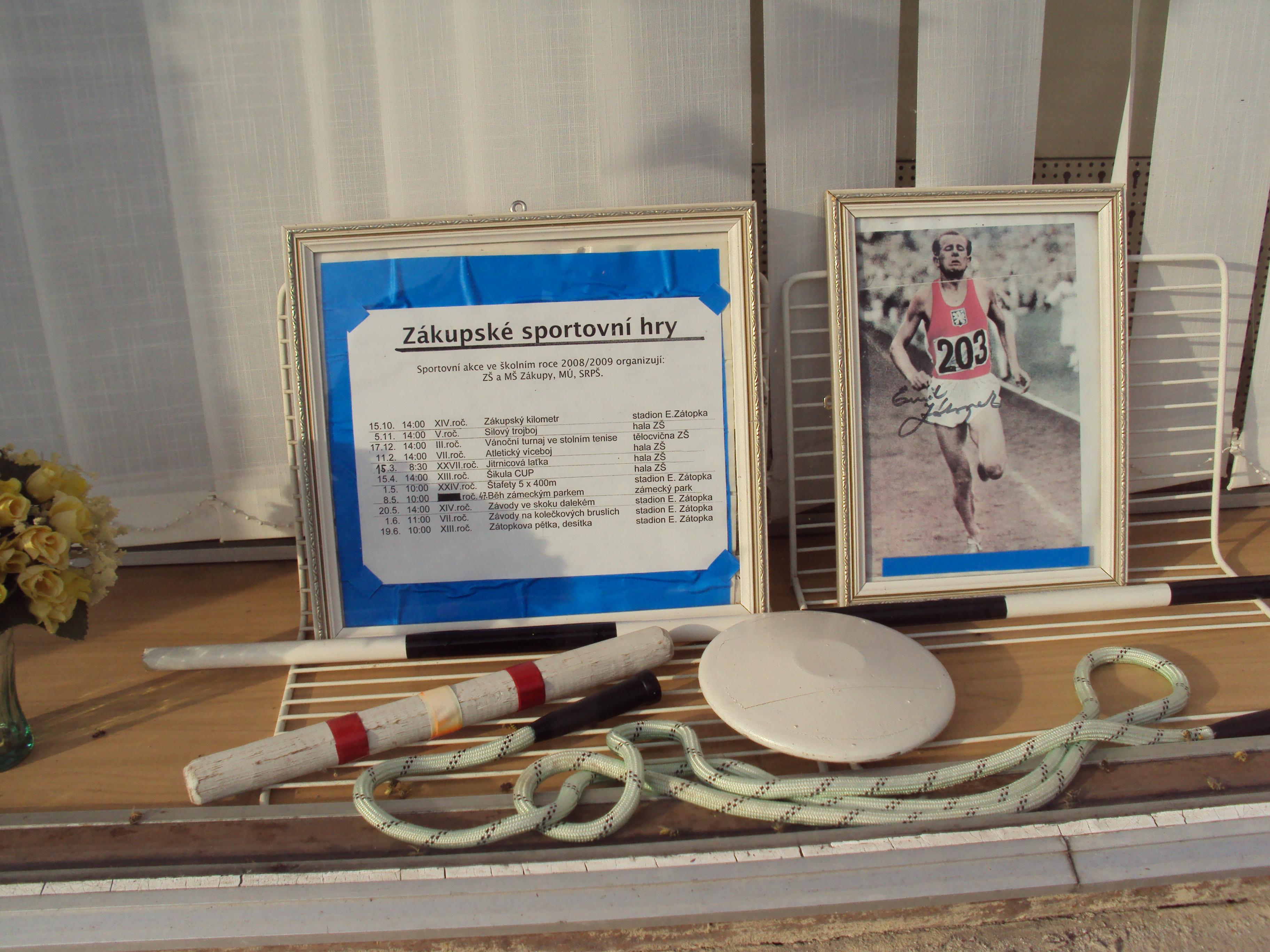
Zákupské sportovní hry

První známé spolky zde působily od počátku 19. století, například Podpůrný spolek dělníků, Ostrostřelci, Lesní pokladna, Střelecký kroužek, Konzumní spolek, Spolek vojenských veteránů, Horský spolek, turneři. V době 1. republiky národnostní a politické rozpory daly vzniknout prvním odbočkám politických stran českým i německým. Během válečných let tu vládla NSDAP. Při skončení války všechny německé organizace zanikly a s příchodem Čechů zde začaly vznikat organizace tělovýchovné, mládežnické, ryze zájmové a také místní organizace politických stran. Po roce 1948 se celá struktura podřídila Národní frontě. V období do roku 1990 zde působilo hlavně několik ZO KSČ, TJ Zákupy, ČSM-SSM a jeho PO ČSM, PO SSM, Svazarm, ČSPB, PS VB, SČSP, ROH, Červený kříž, Český svaz žen a pak řada ryze zájmových sdružení, jako jsou myslivci, hasiči, včelaři. Vesměs obvyklé zkratky tehdejších organizací Národní fronty známé z celé ČSSR.

## Pamětihodnosti
- Zámek Zákupy upravený z 16. století na místě tvrze ze 14. století. U zámku je velký zámecký park.
- Sousoší Nejsvětější Trojice na náměstí Svobody zbudované z pískovce roku 1708 na pokyn velkovévodkyně Anny Marie Františky z Toskány[88], roku 2007 zrenovován s vydatnou finanční pomocí z Německa.
- Budova radnice z roku 1867 v novogotickém slohu s cimbuřími a okny tudorovské gotiky na náměstí Svobody, stále slouží svému účelu. Byla postavena na místě původní budovy se základním kamenem z roku 1417.[89]. V horní části průčelí jsou sluneční hodiny, jsou zachovány (a upraveny) i sklepní prostory.
- Kostel svatého Fabiána a Šebestiána vybudovali v letech 1550–1562 Berkové z Dubé. Nyní je ve správě místní římskokatolické farnosti (Českolipský vikariát).
- Kaplička sv. Anny z roku 1680 u někdejšího morového pohřebiště na břehu Svitávky.
- Kaple sv. Josefa z roku 1698 pod Kamenickým vrchem, prázdná, v zašlém stavu

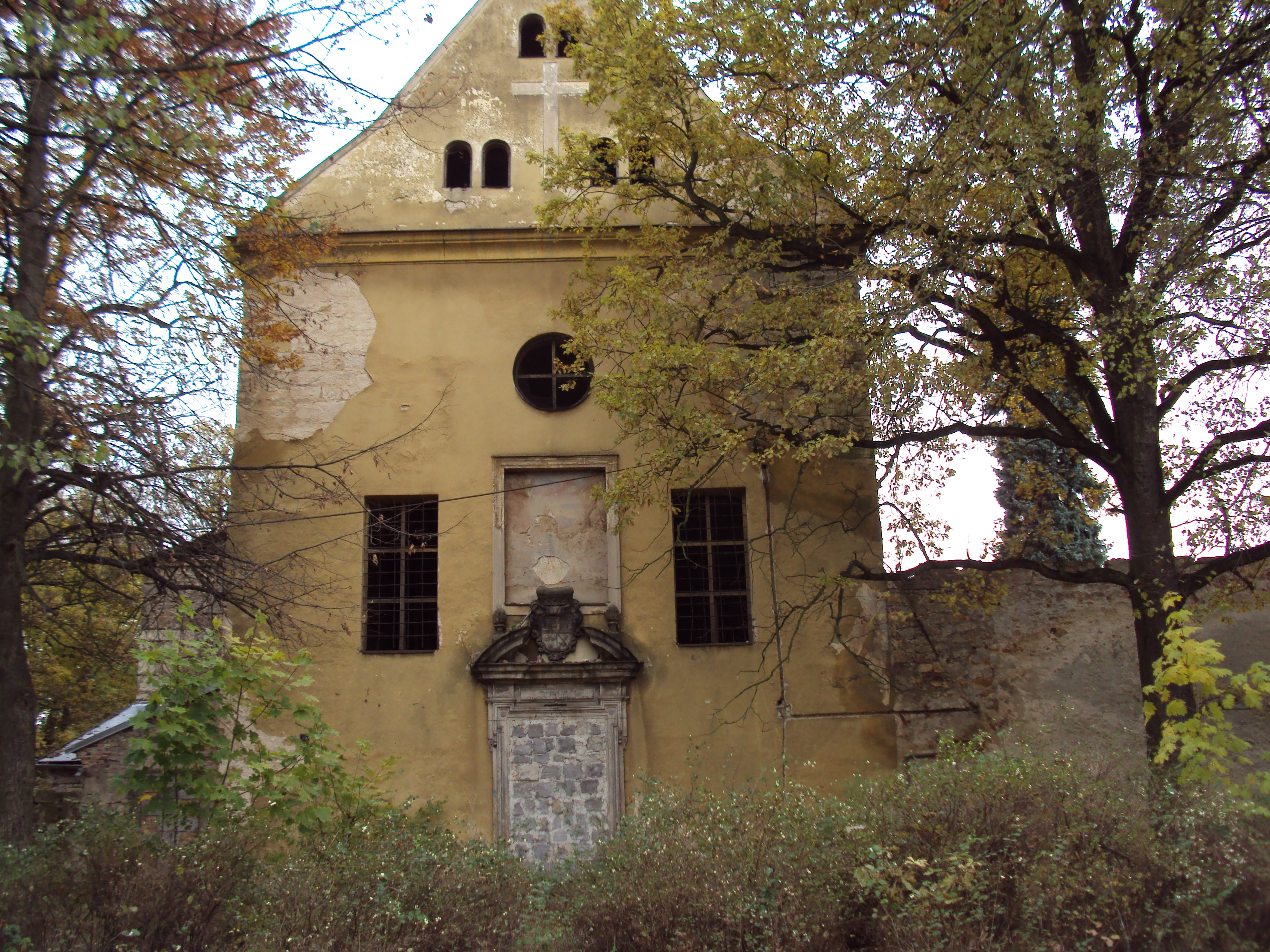
Klášter kapucínů

- Klášter milosrdných sester sv. Karla Boromejského z roku 1865 na náměstí Svobody, byla zde i dívčí škola, později měšťanka, klášter byl zrušen roku 1951, nyní je v přízemí pošta.
- Kapucínský klášter z roku 1679–1685, jehož součástí je kostel sv. Františka Serafinského, postaven vévodou Juliem Františkem Sasko-Lauenburským jako dík za záchranu v turecké válce.[90] Byl zrušen roku 1950 a po desítkách let v užívání českými a ruskými vojáky je v dezolátním stavu.[91] Přístupová cesta byla lemována mnoha sochařskými díly z 18. století[92], dnes již velice poničenými.

V registraci Národního památkového úřadu je osmnáct objektů ze Zákup (a připojených obcí Brenné a Kamenice) označených jako kulturní památka, z toho je zámek navíc v kategorii Národní kulturní památka České republiky. Chráněny jsou mimo již zmíněných např. dva mosty a devět domů, resp. venkovských stavení. Na opravu jednoho z nich na Mírovém náměstí město získalo v letech 2013 až 2014 velkou dotaci z ministerských fondů.

## Osobnosti

### Vlastníci zámku a města

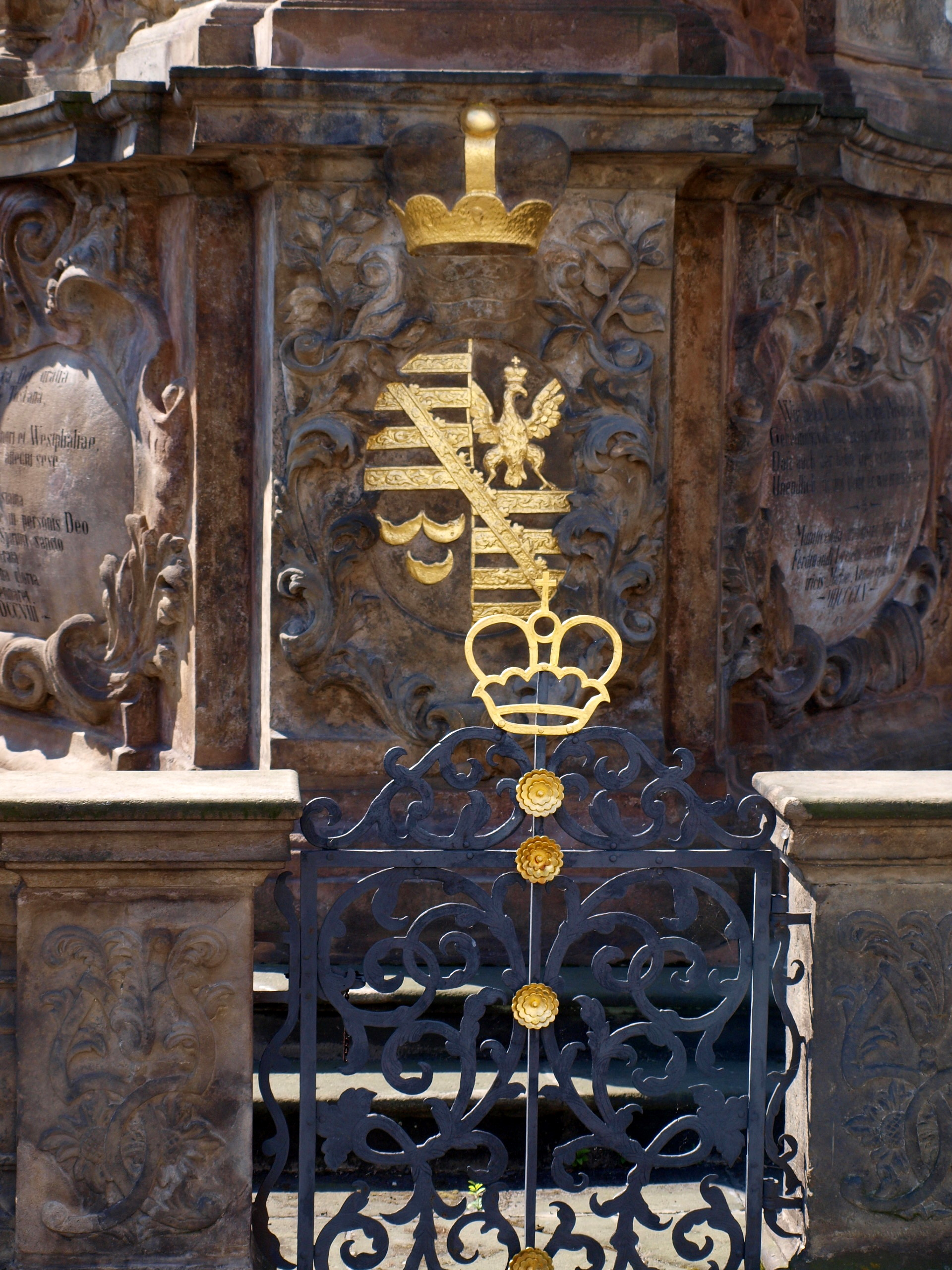
Detail morového sloupu na zákupském náměstí s erbem rodu sasko-lauenburských vévodů

Do roku 1532 jsou data nejistá, zámek ještě nebyl postaven a vlastníci (Pancířové ze Smojna, Vartenberkové, první Berkové) jsou co do prokazatelných dat nedostatečně prokazatelní.
- 1532–1553 Zdislav Berka
- 1556–1578 Zbyněk Berka
- 1578–1608 Václav Berka[18]
- 1608–1612 pětice synů Václava Berky
- 1612–1613 Jan Novohradský z Kolovrat
- 1613–1620 Eliška Kolovratová z Dubé
- 1620–1632 Zbyněk Novohradský
- 1632–1632 Anna Magdaléna z Lobkovic
- 1632–1665 Julius Jindřich Sasko-Lauenburský
- 1665–1689 Julius František Sasko-Lauenburský
- 1689–1741 Anna Marie Františka Toskánská
- 1741–1751 Marie Anna Karolína Neuburská
- 1751–1770 Klement František, vévoda bavorský
- 1770–1777 Maxmilián Josef Bavorský
- 1777–1795 Karel Theodor
- 1795–1805 Maxmilián Josef, falckrabě rýnský
- 1805–1815 arcivévoda Ferdinand
- 1815–1818 František I.
- 1818–1832 Napoleon II.
- 1832–1875 Ferdinand I. Dobrotivý
- 1875–1916 František Josef I.
- 1916–1918 Karel I.
- od roku 1918 stát[95]

### Další osobnosti
- Jan Michael Angstenberger (1717–1789), hudební skladatel
- František Liebich (1778–1830/1832), malíř
- František Zenker (1856–1925), politik
- Eduard Held (1864–1937), podnikatel a starosta
- Hermann Schmid (1907–1994), duchovní
- Pavel Smetana (1909–1986), architekt
- Meda Mládková (1919–2022), historička umění a mecenáška